# Parc national de Yosemite
Vous lisez un « article de qualité » labellisé en 2007.
Le parc national de Yosemite (en anglais : Yosemite National Park ; prononcé en API : /joʊˈsɛmɪti/) est un parc national américain, situé dans les montagnes de Sierra Nevada, dans l'est de l'État de Californie. Avec une superficie totale de 3 081 km2, il est le troisième plus grand parc national de Californie après ceux de la vallée de la Mort et de Joshua Tree. Classé parc national le 1er octobre 1890, Yosemite est le troisième plus ancien de l'histoire des États-Unis, après ceux de Yellowstone (1872) et de Sequoia (septembre 1890).
Plus de 3,5 millions de touristes le fréquentent chaque année avec un record de 5 millions en 2016, ce qui en fait, avec le Grand Canyon et les Great Smoky Mountains, l'un des sites naturels les plus visités du pays. Ses chutes d'eau et ses dômes granitiques spectaculaires attirent chaque année des milliers de randonneurs et grimpeurs venant du monde entier. Yosemite est un parc de haute montagne dont la diversité naturelle et paysagère est reconnue patrimoine mondial par l'UNESCO en 1984. Cependant, l'intense fréquentation touristique, au printemps et en été, pose des problèmes environnementaux dans la vallée de Yosemite.

## Site et situation

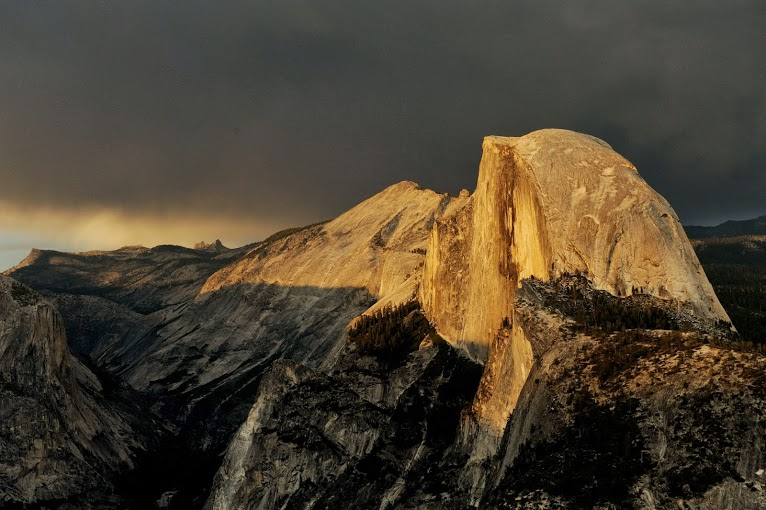
Image traditionnelle du Half Dome au soleil couchant depuis Glacier Point.

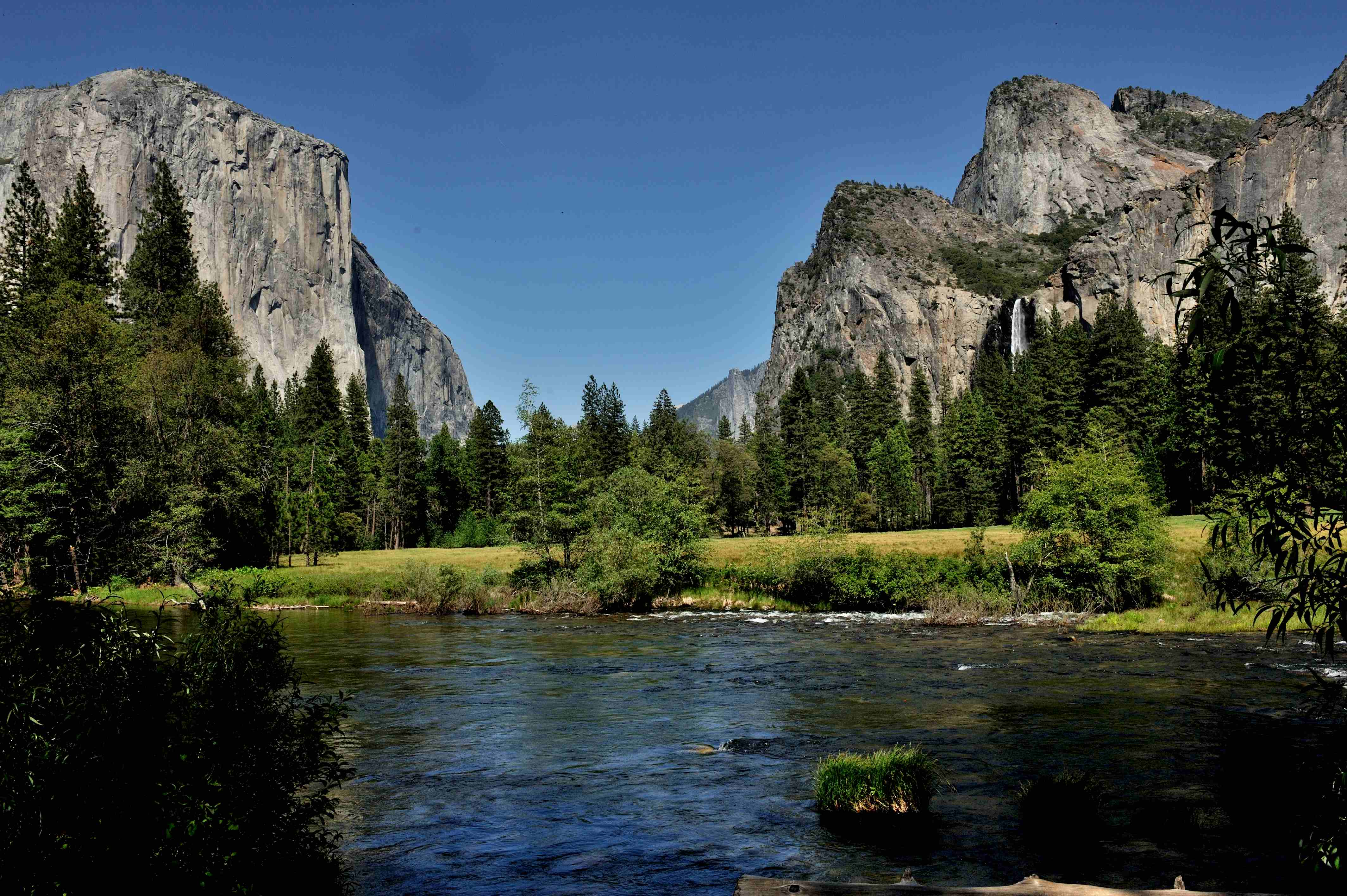
La vallée en auge de Yosemite.

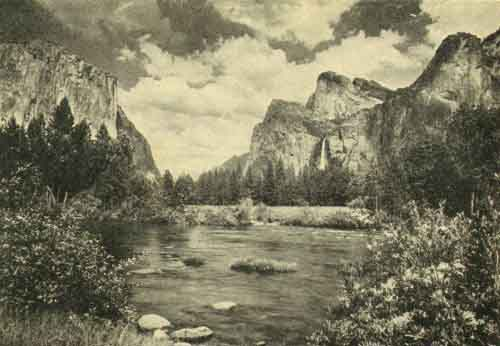
La vallée de Yosemite en 1898.

Le parc national de Yosemite se trouve au centre de la Sierra Nevada, la plus haute chaîne de montagnes de Californie. Il est à cheval sur le comté de Mariposa et le comté de Tuolumne. Il faut environ 3 h 30 en voiture pour venir de San Francisco et 6 heures depuis Los Angeles. Le parc national est entouré par plusieurs réserves naturelles : Ansel Adams Wilderness au sud-est, Hoover Wilderness au nord-est et Emigrant Wilderness au nord.
La surface du parc de Yosemite est de 3 079 km2, dont 94 % sont classés « aire sauvage » au sein du Yosemite Wilderness ; les touristes ne peuvent en visiter que 36 km2, soit environ 1 % du parc, situés essentiellement dans la vallée de Yosemite, parcourue par la rivière Merced, à 1 200 m d'altitude.

### Relief

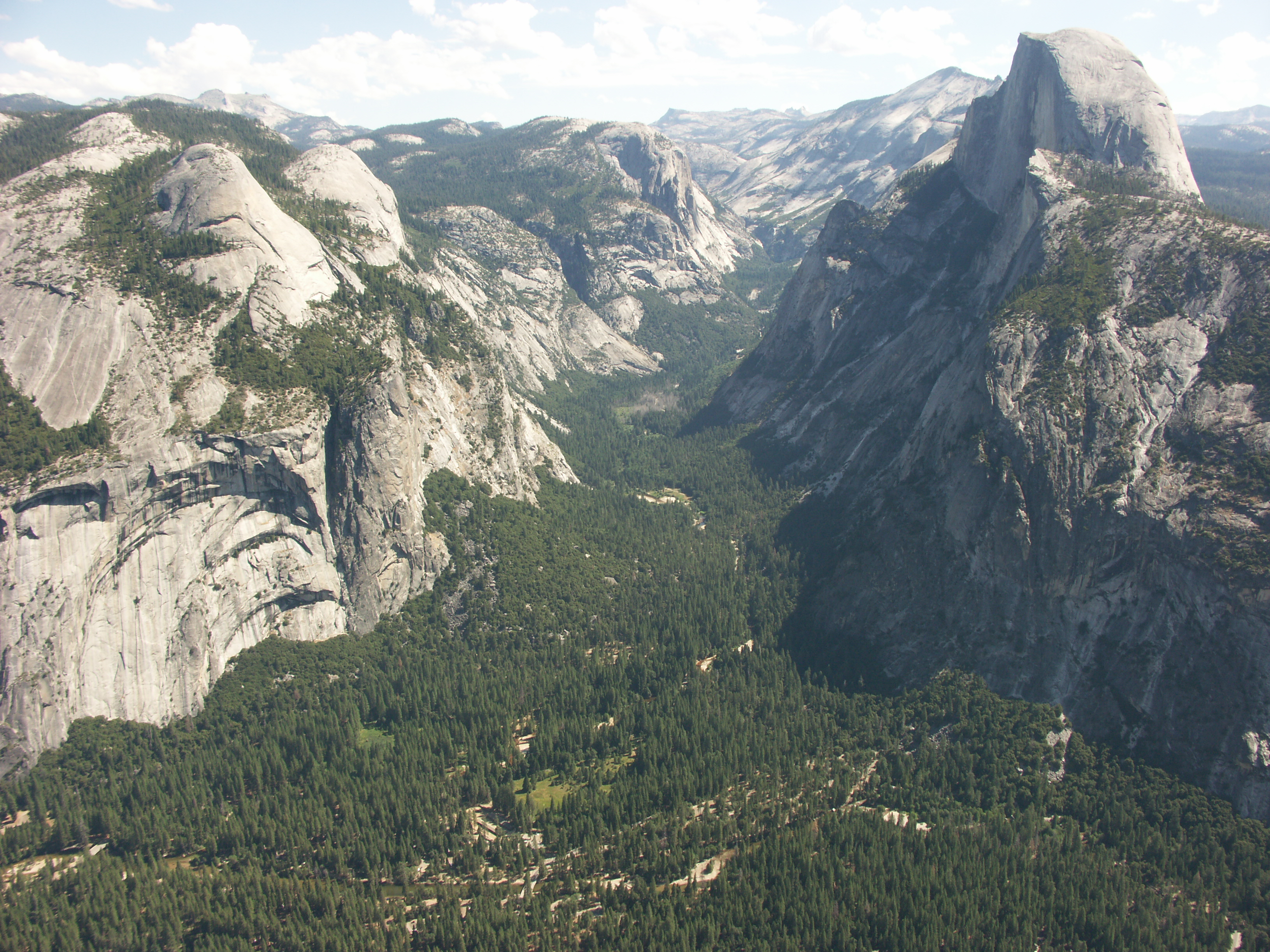
La vallée de Yosemite. Le Half Dome est à droite de la photographie.

Le point culminant est le mont Lyell (3 997 m), au sud-est du parc. Plusieurs sommets dépassent les 3 500 mètres d’altitude et sont tous situés à l’est : le mont Clark (3 780 m), le pic Petit (3 539 m) et le pic Price (3 515 m). En effet, la Sierra Nevada est une chaîne asymétrique avec un versant occidental qui monte progressivement vers la ligne de crête, et un versant oriental qui descend de façon abrupte. Le parc de Yosemite se trouve dans la première partie.
À plus grande échelle, l’érosion façonne le granite de Yosemite en formes vigoureuses : dômes, pics et colonnes. Les forces de cette érosion sont l’eau, les différences de température (thermoclastie) et la décomposition chimique. Le parc est célèbre pour ses dômes dont le granite se fragmente en feuillets : North Dome, Half Dome, Liberty Cap ou encore Pywiack Dome.

### Hydrographie

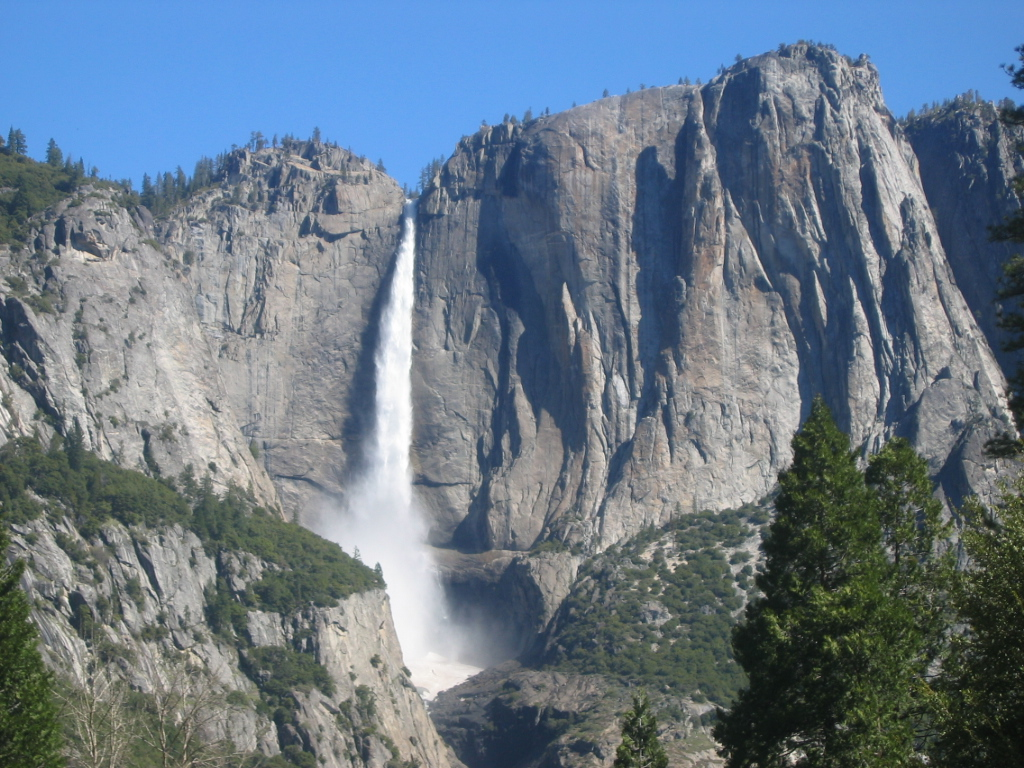
Chutes de Yosemite.

Plus de 2 500 km de cours d’eau et des centaines de lacs d’origine glaciaire se trouvent dans les limites du parc de Yosemite. Ce dernier est traversé par deux rivières importantes, qui coulent d’est en ouest et qui sont des affluents du San Joaquin : la rivière Merced dans la vallée de Yosemite, et la Tuolumne, au nord du parc. Elles coulent vers la vallée Centrale de Californie en traversant le piémont de la Sierra Nevada. De nombreux cours d’eau se jettent dans ces deux rivières, parfois sous forme de chutes d’eau.
La rivière Merced arrose un bassin de 1 320 km2. À la fin du mois d'avril 2006, sa profondeur était de 2,7 m à Pohono ; elle peut déborder et provoquer des inondations : les plus importantes furent celles de 1937, 1950, 1955 et 1997.
Certaines vallées adjacentes aux vallées principales sont suspendues (car moins érodées) et servent d’exutoire aux cascades. D’avril à juin, les chutes du parc sont alimentées par la fonte des neiges. La plupart se trouve dans la vallée de Yosemite mais beaucoup d’entre elles sont éphémères.
Le parc abrite également des glaciers dans les cirques exposés au nord situés à haute altitude. Mais le réchauffement climatique actuel tend à les faire disparaître. Le plus grand est le glacier Lyell, qui s’étend sur 65 ha ainsi que le glacier Maclure.
Il existe deux lacs de retenue au nord-ouest du parc : le réservoir Hetch Hetchy, qui fournit de l’eau à l’agglomération san-franciscaine, et le lac Eleanor. Aujourd’hui, de nombreux lacs glaciaires ont été comblés par les sédiments et deviennent des prairies marécageuses appelées « meadows » en anglais ; autrefois[Quand ?], la vallée de Yosemite contenait un lac.

### Climat
Le parc national de Yosemite connaît un climat montagnard et subit l'influence des masses d'air venant de l'océan Pacifique, situé à moins de 200 km à vol d'oiseau.
- Tuolumne Meadows (2 627 mètres) : −3,9 à 11,5 °C
- Vallée de Yosemite (1 220 mètres) : −3 à 32 °C
- Wanona Entrance (1 887 mètres) : 2,2 à 19,4 °C

Au-delà de 2 500 mètres, en été, les chaleurs sèches sont modérées par des averses orageuses.
La combinaison d'une végétation sèche, du faible taux d'humidité et des orages provoque des feux de forêts fréquents.
La vallée de Yosemite (Yosemite Valley) se trouve à une altitude de quelque 1 200 m et n'est plus couverte de neige au printemps. Mais à Tuolumne Meadows (2 627 m), la neige couvre encore le sol à la fin du printemps. À la fin du mois d'avril 2006, on pouvait y mesurer encore 1,8 m de neige.
| Mois | Jan. | Fév. | Mar. | Avr. | Mai | Jui. | Jui. | Aou. | Sep. | Oct. | Nov. | Déc. | Année |
| --- | ---- | ---- | ---- | ---- | --- | ---- | ---- | ---- | ---- | ---- | ---- | ---- | ----- |
| Températures minimales moyennes °C                                                                                        | −3   | −2   | 0    | 2    | 5   | 9    | 12   | 11   | 8    | 4    | 0    | −3   | 3,8   |
| Températures maximales moyennes °C                                                                                        | 9    | 13   | 15   | 18   | 23  | 28   | 32   | 32   | 30   | 23   | 14   | 9    | 20,5  |
| Précipitations moyennes (mm)                                                                                              | 157  | 155  | 132  | 76   | 33  | 18   | 10   | 8    | 23   | 53   | 140  | 142  | 947   |
| Source : « Temperatures & Precipitation », site du parc national de Yosemite, données relevées à 1 220 mètres d'altitude. |      |      |      |      |     |      |      |      |      |      |      |      |       |

## Géologie

### Nature des roches

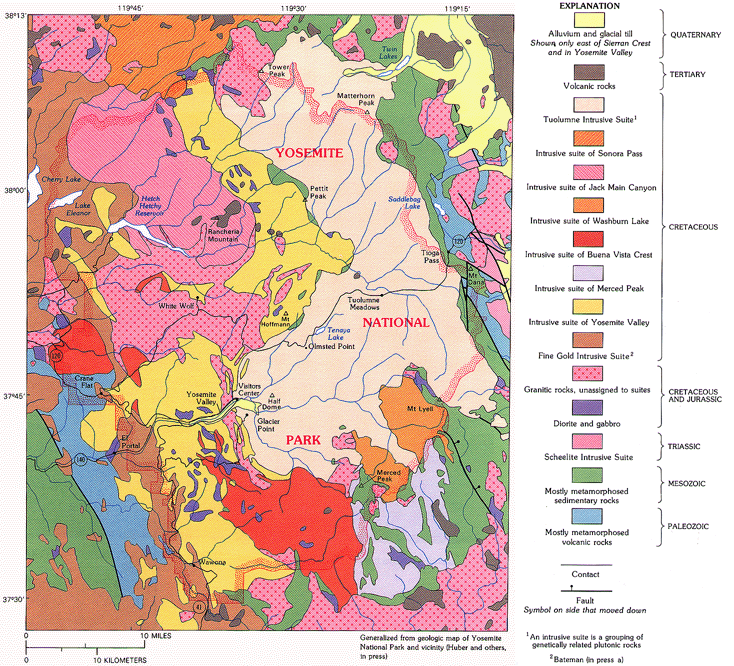
Carte géologique de la région de Yosemite.

Géologiquement, la Sierra Nevada est un massif granitique qui s’est fragmenté à l’est, le long d’un système de cassures. Le flanc occidental de la chaîne s’est soulevé et incliné sous l’effet des forces tectoniques qui agissent toujours. Le paysage du parc est dominé par de gigantesques blocs de granite. Il y a plusieurs millions d’années, cette roche s’est formée en profondeur par refroidissement très lent du magma, constituant de vastes intrusions magmatiques appelées batholites. Le magma a aussi affecté les roches sédimentaires et volcaniques voisines : aujourd’hui, on rencontre ces roches métamorphiques en périphérie du parc, dans des secteurs restreints, notamment au mont Dana.

### Histoire géologique de Yosemite

#### Formation des roches sédimentaires et d'un arc insulaire
La phase la plus ancienne a lieu pendant le Précambrien et le début du Paléozoïque : la région de Yosemite, située alors sur une marge continentale passive, est lentement recouverte par des dépôts sédimentaires. Entre la fin du Dévonien et le Permien, la Laurentia (ancêtre de la plaque nord-américaine) pousse vers l’ouest et entre en collision avec la plaque océanique de Farallon. Ce processus donne naissance à un arc insulaire volcanique ; par le jeu de la tectonique des plaques, l’espace océanique disparaît progressivement et l’arc insulaire névadien se retrouve soudé à la plaque continentale.

#### Intrusions magmatiques et subduction
Au cours du Mésozoïque, l’orogenèse névadienne affecte l’Ouest de l’Amérique du Nord et construit une chaîne de montagne d’une altitude de 4 500 mètres, ancêtre de l’actuelle Sierra Nevada. Les roches sédimentaires se trouvent portées en altitude. L’orogenèse s’accompagne de phénomènes volcaniques et de remontées de magma : une première phase de plutonisme régional commence à la fin du Trias et se poursuit jusqu’au Jurassique, il y a environ 150 millions d’années. C’est dans ce contexte que les plutons se refroidissent très lentement pour constituer des batholites, à environ 10 km de profondeur. La deuxième phase de formation de roche plutonique s’étale de 120 millions à 80 millions d’années. À la fin du Crétacé, l’érosion et le soulèvement des terrains mettent au jour les masses de granite.
Entre 20 et 5 millions d’années avant notre ère, des phénomènes volcaniques affectent le nord et l’est de Yosemite : les géologues ont retrouvé des traces d’épandage de lave et de cendres, ainsi que des orgues basaltiques.

#### Soulèvement de la Sierra Nevada et érosion glaciaire

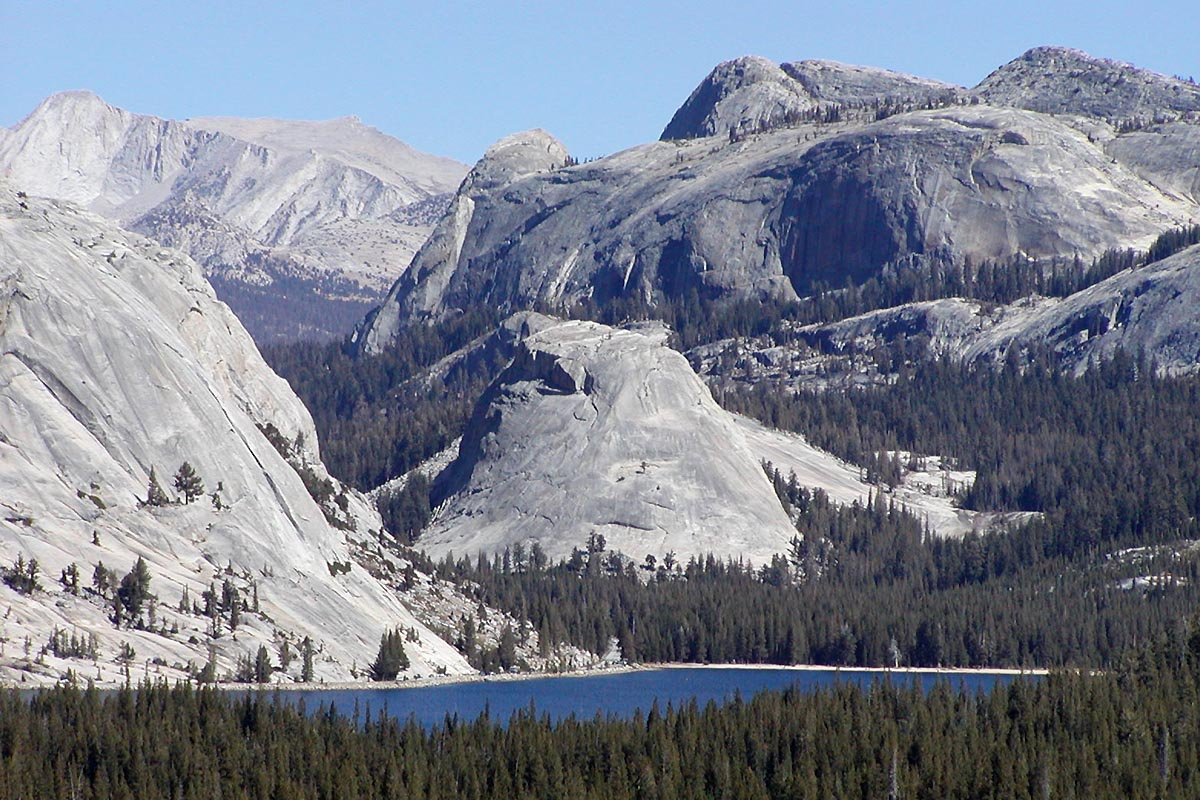
Pywiack Dome : les dômes granitiques sont le résultat de l'érosion ; les lacs proviennent en général d'anciens glaciers.

Il y a 10 à 20 millions d’années, la Sierra Nevada commence à se soulever par l’est où apparaissent de nombreuses failles actives. La partie orientale de la chaîne s’élève brusquement au-dessus de l’actuelle vallée de l'Owens, alors que le versant occidental se forme en pente douce. Ce soulèvement provoque l’encaissement des cours d’eau : c’est à cette époque que les vallées fluviales se creusent avec un profil en « V ». Il provoque aussi des fissures et des diaclases dans le granit qui facilite le travail de l’érosion.
À la suite des phases de refroidissement de l’ère du Quaternaire, des glaciers se forment et érodent les vallées en modifiant leur profil (en vallées glaciaires telles que les vallées de Hetch Hetchy ou de Yosemite). Ces dernières ont un fond plat et large, parfois occupé par des lacs. Les parois qui les encadrent sont escarpées et forment par endroits de véritables falaises. Enfin, les moraines représentent les traces les plus caractéristiques du passé glaciaire de la région.
Les spécialistes attribuent des noms aux périodes de glaciation ; celles qui ont affecté Yosemite sont Sherwin (ou pré-Tahoe), Tahoe, Tenaya et Tioga. La plus importante et la plus ancienne est celle de Sherwin, au cours de laquelle toutes les vallées de la région étaient occupées par des glaciers. Les trois autres appartiennent à la grande glaciation du Wisconsin (entre 85000 et 7000 av. J.-C.). Le plus grand glacier recouvrait le Grand Canyon de la Tuolumne, long de 95 km. Seuls les plus hauts sommets, comme le mont Dana, le pic Matterhorn et le mont Conness, étaient dépourvus de glacier. Le retrait des glaciers a souvent laissé des moraines qui verrouillèrent des lacs tels que le lac Yosemite (9 km de long), aujourd'hui disparu.
Les glaciers actuels se sont formés au cours du petit âge glaciaire ; ils se trouvent dans des cirques exposés au nord et à très haute altitude. Mais le réchauffement climatique actuel tend à les faire disparaître.

## Histoire

### Ahwahnechee

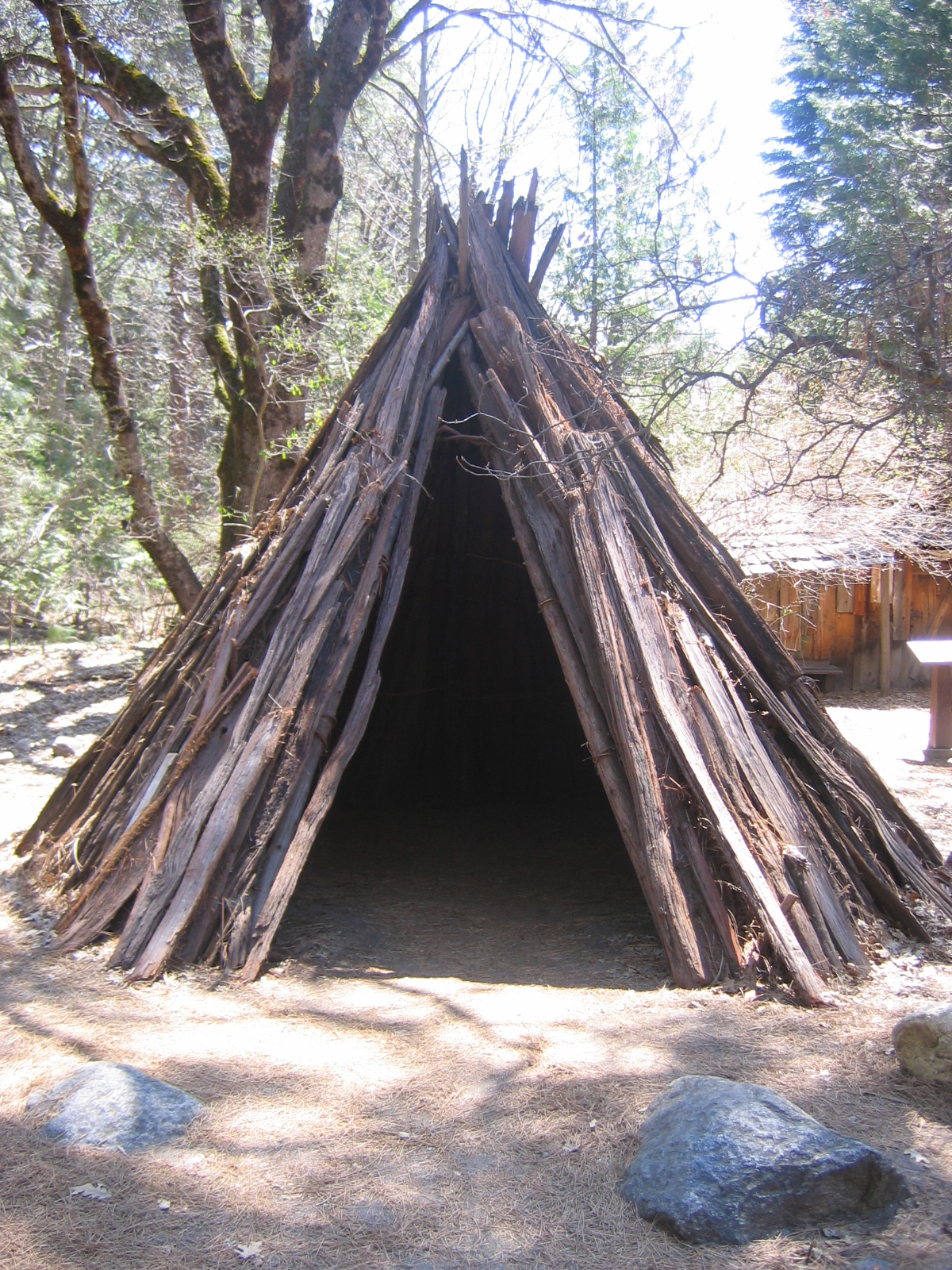
Habitation Miwok, musée amérindien de Yosemite.

Il y a environ 4 000 ans, les Amérindiens Miwoks et Païutes occupent paisiblement la région, après s’être sédentarisés. Ils nouent des liens avec les tribus voisines et font venir des régions situées à l’est de la Sierra Nevada des pignons, de l’obsidienne et d’autres produits. Ils utilisent des paniers plutôt que des poteries pour stocker et échanger leurs biens. Certains de ces objets sont visibles au musée de Yosemite, ainsi que la reconstitution d'un de leurs villages.
La tribu Ahwahnechee qui s'installe dans la vallée de Yosemite est constituée de renégats d'autres tribus particulièrement féroces. Ils étaient appelés Yohhe'meti ou Yoṣṣe'meti (« ceux qui tuent ») par les Miwoks. Les Ahwahneechee entrent en contact avec les colons au XIXe siècle.
Menés par Joseph R. Walker (en), les premiers trappeurs fréquentent la Sierra Nevada dès les années 1830 ; à partir de 1848, la découverte de l'or en Californie attire les aventuriers de l'est du pays. En 1851, l’État de Californie nouvellement créé décide d’envoyer un bataillon. L’unité est dirigée par le major John Savage et construit un fort. Les Amérindiens, craignant d'être submergés, attaquent les Américains : c'est la « guerre indienne de Mariposa ». Ils finissent par être vaincus. Ils sont d’abord regroupés dans une réserve près de Fresno (Californie) avant de revenir dans la vallée de Yosemite. Après avoir attaqué des chercheurs d'or au printemps 1852, les Ahwahneechee se réfugient dans la tribu proche des Monos mais finissent par être massacrés.
Les Yosemite appelaient la vallée qui porte aujourd’hui le même nom Awooni ou Owwoni, ce qui signifiait « grande bouche ouverte » en référence à l’apparence de la vallée depuis le village de Ahwahnee (nom qui désignait également toute la vallée). Le nom actuel de la région est attribué au docteur Lafayette H. Bunnell, qui accompagnait la compagnie de John Savage. Le médecin croyait que le nom Yosemite signifiait « Grizzly », une confusion qui vient du fait que dans le langage Miwok, ïhümat.i ou ïsümat.i, signifiait Grizzly.

### Premiers touristes
Dans la deuxième moitié du XIXe siècle, la réputation de la vallée de Yosemite attire déjà de nombreux visiteurs. James Madison Hutchings comprend vite que le tourisme est une source importante de revenus et devient l’un des premiers entrepreneurs de la région. Un premier hôtel est construit en 1856, suivi par d’autres, comme le Wawona Hotel en 1879 ; les constructions se multiplient rapidement, de nombreux arbres sont coupés et l’élevage est introduit sur les prairies, menaçant l’équilibre des écosystèmes.

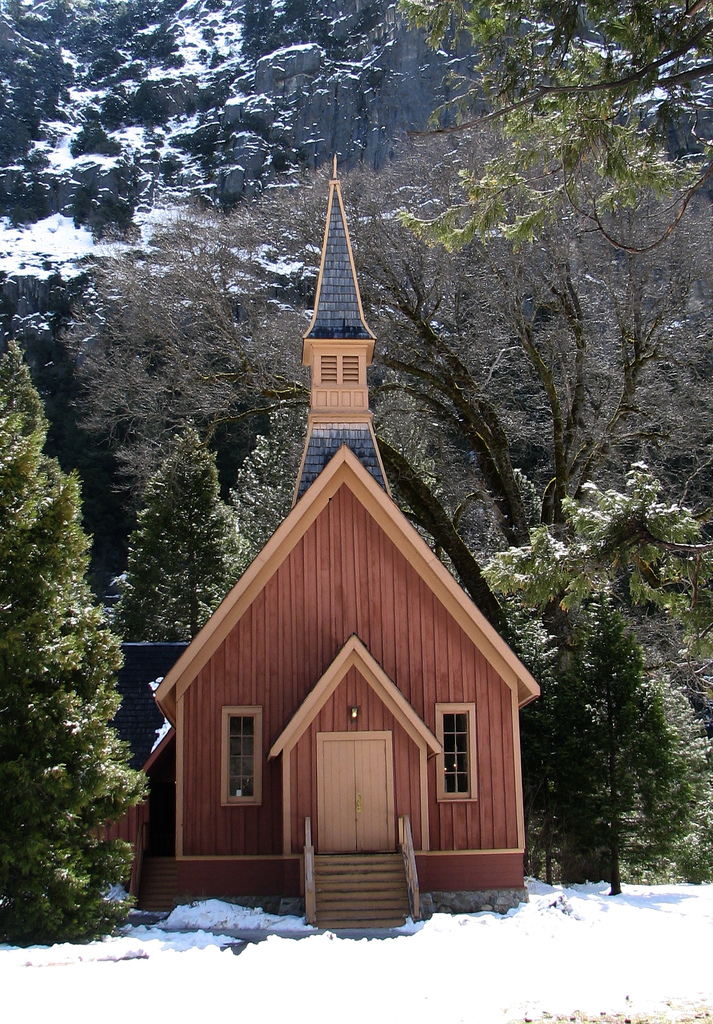
La chapelle de la vallée de Yosemite, datant de 1879.

C’est à cette époque que les photographes Charles Leander Weed, Carleton Watkins et Robert Vance prennent des clichés de la vallée de Yosemite. Watkins publie des photographies stéréoscopiques dans les années 1860.
Galen Clark, qui découvrit Mariposa Grove, et le sénateur John Conness militent en faveur de la protection de Yosemite. En 1864, le président des États-Unis Abraham Lincoln décide de protéger la vallée de Yosemite ainsi que Mariposa Grove des intérêts privés par décret : il crée le premier parc régional du pays. En 1866, le gouvernement fédéral de Californie nomme Galen Clark comme premier gardien de Yosemite. Mais il meurt six mois après, et est enterré dans le cimetière du parc. En 1869, le premier chemin de fer transcontinental relie les deux côtes des États-Unis ; le nombre de visiteurs dépasse le millier pour la première fois à Yosemite : le succès ne fera que grandir par la suite. En 1879, la première chapelle — encore debout aujourd'hui — est érigée.

### Parc naturel national

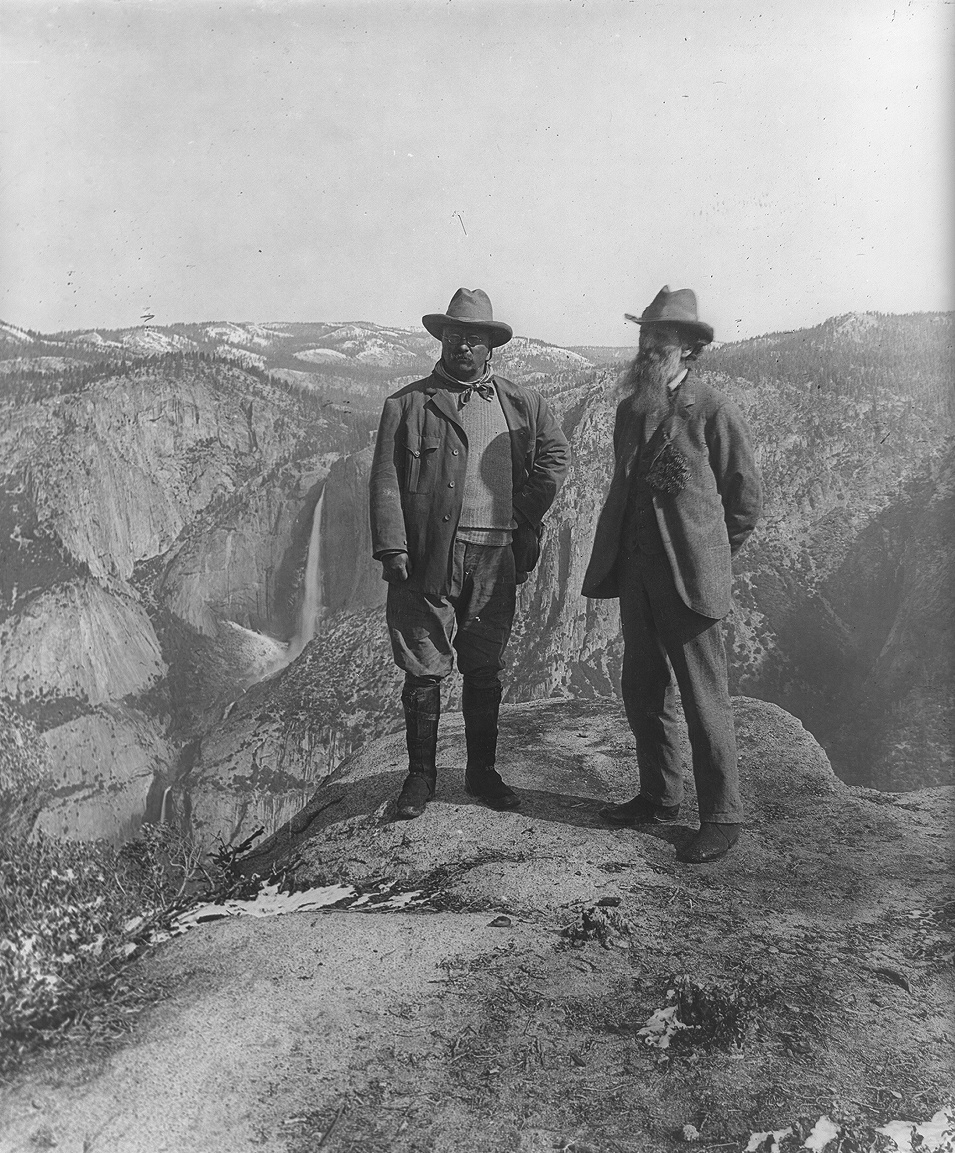
Le président américain Theodore Roosevelt (à gauche) et John Muir (à droite), photographiés à Yosemite en 1903.

Grâce à la détermination du naturaliste John Muir (1838-1914) et de Robert Underwood Johnson (1853-1937), rédacteur en chef du magazine Century), un vaste espace autour de la vallée de Yosemite est transformé en parc naturel national le 1er octobre 1890 : c'est le troisième des États-Unis et son premier directeur est Frederick Law Olmsted (1822-1903). L’État de Californie continue de gérer la vallée et Mariposa Grove ; des troupes militaires sont installées à Wawona. En mai 1903, John Muir et Theodore Roosevelt campent ensemble près de Glacier Point. Il convainc le Président de confier l’ensemble du parc à l’État fédéral, ce qui est fait en 1906. À partir de 1916, le parc est administré par le National Park Service.
Au début du XXe siècle, la ville de San Francisco se développe et souhaite construire un barrage sur la Tuolumne, dans la partie nord-ouest du parc ; l’objectif est d’approvisionner l’agglomération en eau et de produire de l’électricité. Le barrage devient un enjeu politique majeur et, malgré les efforts de John Muir, la vallée d’Hetch Hetchy est inondée en 1913 à la suite de l’aménagement du barrage O'Shaughnessy.
Yosemite se fait connaître grâce au photographe Ansel Adams (1902-1984). En 1907, la construction d’une ligne de chemin de fer entre Merced et El Portal, l’entrée sud-ouest du parc, apporte davantage de touristes. D’autre part, les automobiles sont de plus en plus nombreuses dans la vallée de Yosemite et l’environnement se dégrade. Le nombre de visiteurs passe de 10 000 en 1905 à un million en 1954 et deux millions en 1976. Dans les années 1970, la circulation est interdite dans la partie est de la vallée de Yosemite. Des navettes de bus sont mises en place et les touristes sont invités à laisser leur voiture au parking.
Yosemite est inscrit au patrimoine mondial de l’humanité (UNESCO) depuis 1984. Une portion importante du territoire, 2 851,51 km2 a été inclus dans l’aire sauvage Yosemite Wilderness la même année. L’environnement naturel du parc est fragile : des incendies se déclarent régulièrement l’été, certaines espèces sont menacées. En 1997, le parc est fermé au public pendant six semaines à cause d'inondations catastrophiques.
De nos jours, le parc est à la recherche d’équilibre entre protection de la nature et accueil du public. Certains défenseurs de l'environnement aimeraient interdire la circulation automobile pour faire disparaître la pollution atmosphérique qui stagne dans la vallée de Yosemite en été et détruire le barrage O'Shaughnessy pour faire disparaître le réservoir Hetch Hetchy. Des activités d’éducation et de sensibilisation à l’éthique de la gérance et au patrimoine naturel sont par ailleurs réalisées auprès des visiteurs.
En 2016, le parc est étendu de 400 hectares à l'ouest : un groupe de défenseurs de l'environnement achète plusieurs terrains arborés pour 2,3 millions de dollars dans le but d'en faire don à l'administration de Yosemite.

## Flore

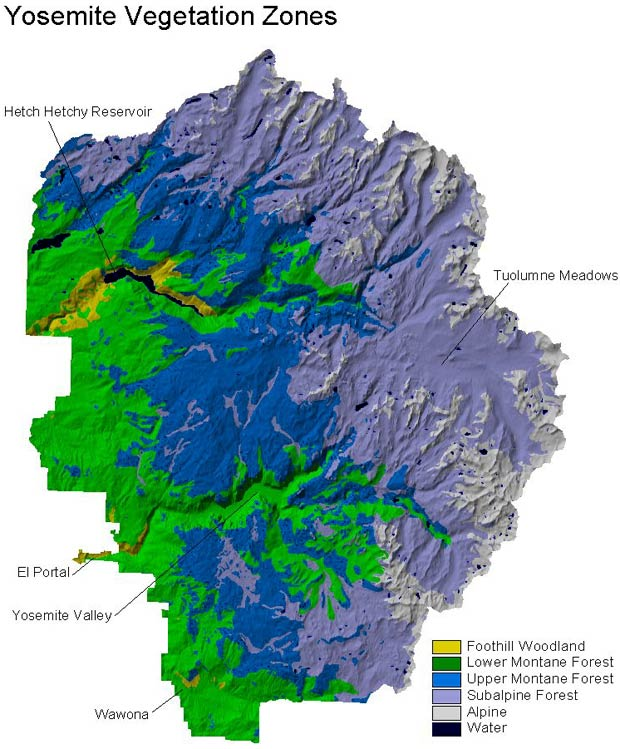
Zones de végétation du parc.

La végétation du parc est étagée et dépend de l'altitude ainsi que de l'exposition au soleil. Le gradient des altitudes s'élevant vers l'est, c'est dans ce dernier secteur que l'on trouvera les milieux les plus contraignants, à plus de 3 000 mètres. La marge ouest de Yosemite est dominée par des forêts mixtes de conifères (pin ponderosa, pin de Joffrey, pin tordu, sapin blanc, sapin de Douglas et le cèdre à encens) et d'arbres à feuilles persistantes (cornouiller des montagnes, Dogwood à fleurs blanches, chêne noir de Californie, aulnes blancs, érable, saule, peuplier baumier, laurier de Californie). Mais le plus grand arbre des forêts de la Sierra Nevada est le séquoia géant, qui pousse par exemple dans le bosquet de Mariposa.
À l'étage subalpin, les forêts de conifères deviennent prédominantes (sapin rouge, pin argenté, pin de Jeffrey, pin tordu, pin de Balfour) et la faune moins abondante. Au-delà de 2 500 mètres (étage alpin), les arbres sont plus rares et plus petits. Le paysage devient plus minéral, avec des affleurements de granite. La saison végétative est courte et les hivers sont rudes. Les arbres les plus adaptés à ces conditions sont le pin tordu, le pin à écorce blanche et la pruche subalpine. Les pentes sont colonisées par des plantes à fleurs et la pelouse.
Le parc de Yosemite possède de nombreuses prairies humides où poussent différentes fleurs sauvages : le lilas, le cirse commun, la berce laineuse, le lupin, le solidago, l'iris sauvage, achillée millefeuille, l'azalée et l'asclépiade. Le calochortus et la violette des chiens préfèrent l'ombre des forêts.

Flore du parc de Yosemite
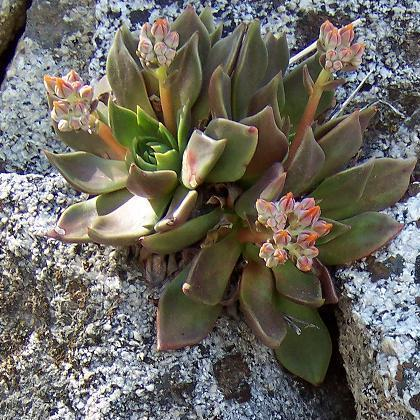
Dudleya cymosa, canyon Tenaya, Yosemite.
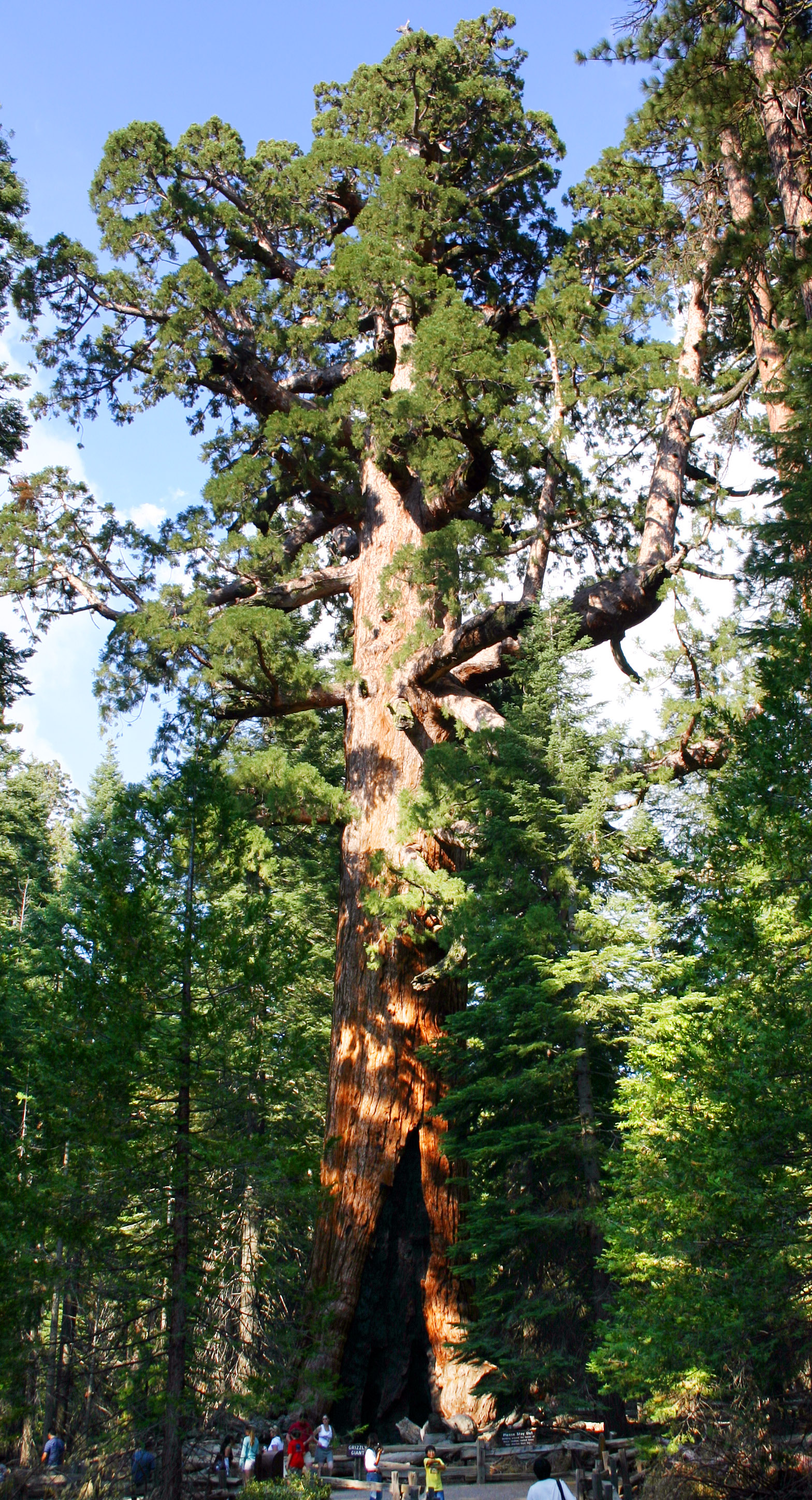
Sequoia à Mariposa Grove, Yosemite.
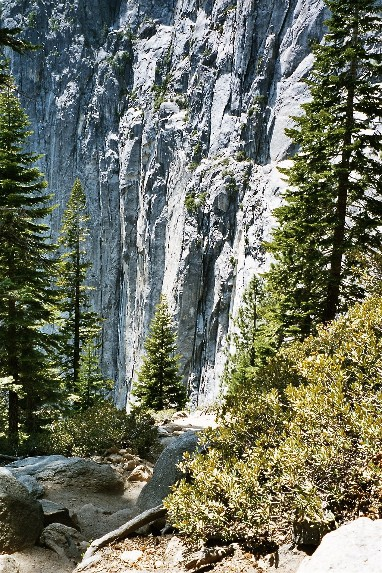
Sapins, Yosemite Falls Trail.
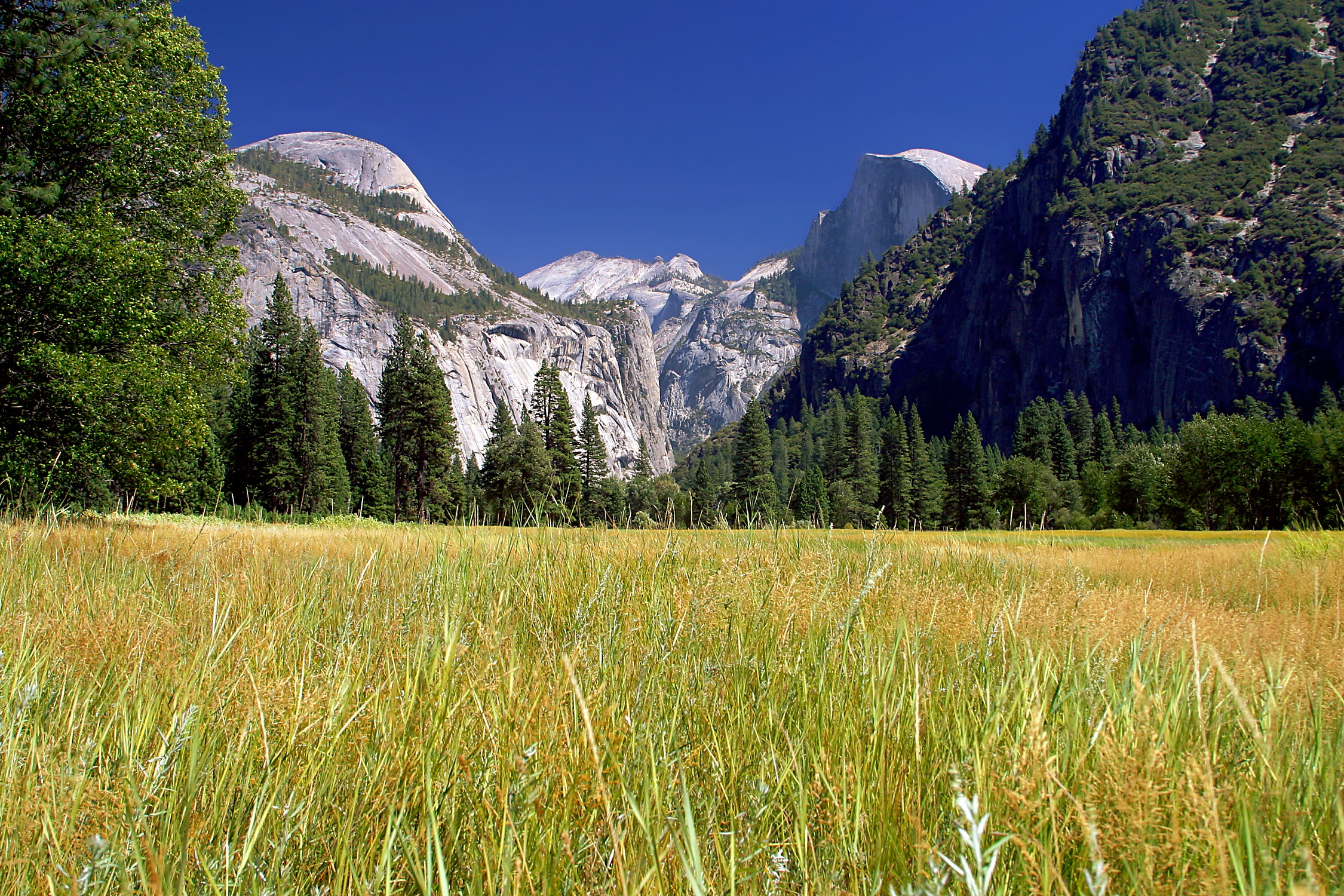
Prairie dans la vallée de Yosemite.

## Faune
Le parc de Yosemite présente une grande variété de biotopes, allant du chaparral sur le piémont (à l'ouest) aux pelouses alpines de haute altitude. On dénombre quelque 250 espèces de vertébrés, dont des poissons, des amphibiens, des oiseaux et des mammifères. La diversité de la faune tient aussi au fait que Yosemite est une zone totalement préservée des activités économiques et de l'habitat humain.

### Mammifères

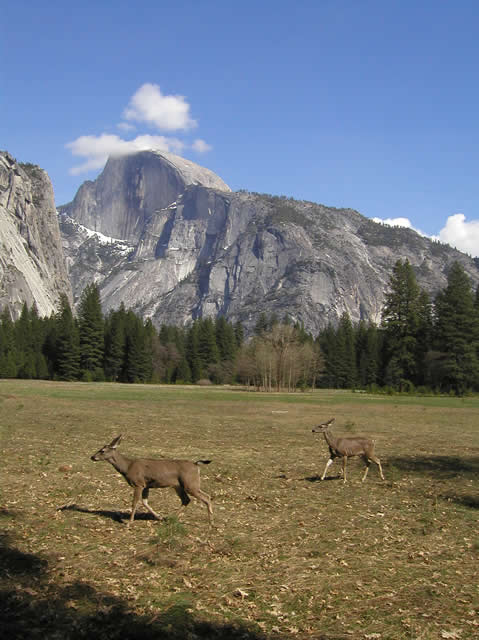
Des cerfs hémiones dans la vallée de Yosemite.

Yosemite est peuplé par 80 espèces de mammifères. L'opossum de Virginie est le seul marsupial vivant à l'intérieur du parc. Il a colonisé la Californie au début du XXe siècle. On recense sept espèces de musaraignes, dont une endémique (la musaraigne du Mont Lyell) et 17 de chauve-souris ; les espèces Eumops perotis et Euderma maculatum utilisent des systèmes d’écholocalisation que les Humains peuvent percevoir.
Le lynx roux, le coyote, le puma et le renard gris sont les principaux prédateurs du parc. Ils chassent d’autres petits mammifères comme les lapins ou les lièvres. Ils s’attaquent plus rarement aux biches et aux cerfs hémiones qui viennent se nourrir dans les prairies.
Le groupe des rongeurs est représenté par 39 espèces différentes : la souris, le tamia, l’écureuil et le gaufre sont les plus répandus. Le castor de montagne vit près des cours d'eau, tout comme le raton laveur, qui est plutôt un animal nocturne. Le parc compte bien d’autres espèces à fourrure telles que la martre d'Amérique, le pékan ou le bassaris rusé.
Plusieurs mammifères vivent dans les hautes altitudes : on trouve des chauves-souris jusqu’à 3 000 mètres. Les marmottes et les pikas s’adaptent aux conditions climatiques en hibernant. Les mouflons vivent en périphérie, à l’écart des touristes ; le mouflon de la Sierra Nevada est le seul animal en danger : il en reste moins de 300 individus dans la toute la chaîne de montagne. Le carcajou est aussi un animal très rare et très difficile à observer dans le parc.
L’ours noir est l’animal emblématique de Yosemite. Malgré son appellation, son pelage est le plus souvent brun ; l'ours noir est plus petit que le grizzli, qui a complètement disparu de la Sierra Nevada au début du XXe siècle. Ils ont été tués car ils représentaient une menace pour les colons. Dans le même temps, les ours noirs ont prospéré car leur comportement moins agressif les a préservés de la chasse. En l'absence d'un recensement scientifique pour savoir le nombre d’ours dans le parc de Yosemite, on estime leur population à une fourchette entre 300 et 500 individus. Les gardes forestiers (rangers) en dénombrent une quinzaine dans la vallée de Yosemite, c'est-à-dire le secteur le plus fréquenté par les touristes.

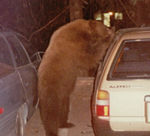
Un ours noir essayant de pénétrer dans une voiture.

Le régime alimentaire de l'ours noir est varié : au printemps, il se nourrit d'herbes, de racines, et d'insectes (termites, fourmis, vers) trouvés dans les prairies. En été, il consomme des baies et en automne, des glands pour préparer son hibernation. Cependant, l'ours noir s’adapte facilement à la présence des humains et ne dédaigne pas leur nourriture. Il peut ainsi pénétrer dans les campings et dans les véhicules garés sur les parkings.
Autrefois, les ours étaient nourris par les hommes, avec pour résultat des attaques faisant de nombreux blessés. Aujourd’hui, de nombreux panneaux d’information et des messages de prévention déconseillent de nourrir les animaux sauvages, en particulier les plantigrades. Les poubelles du parc ont été consolidées et fermées hermétiquement ; des box ont été aménagés dans les campings pour entreposer la nourriture. Les incidents sont en baisse, pourtant deux à trois ours agressifs doivent être abattus chaque année.

Mammifères du parc de Yosemite
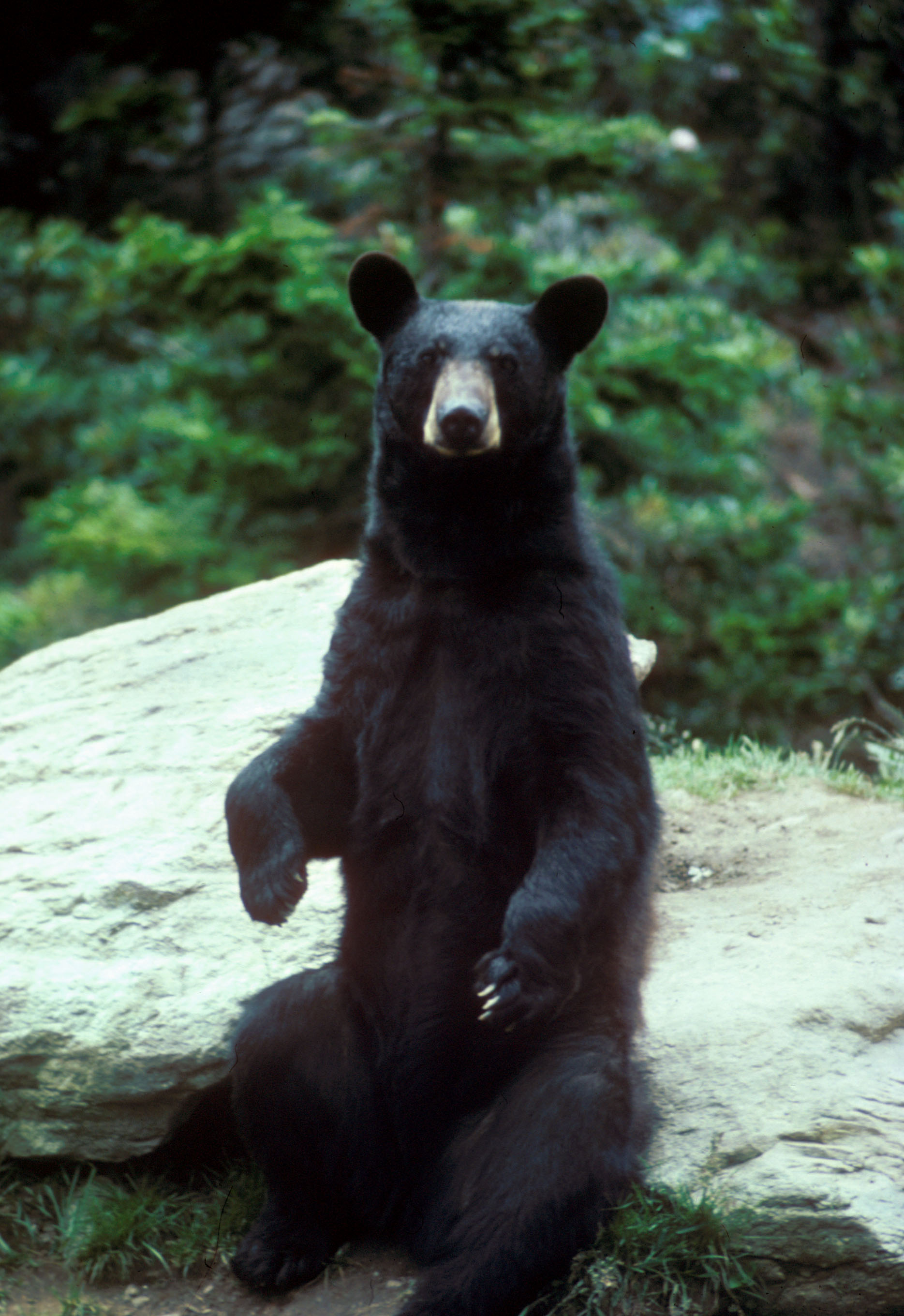
Ours noir.
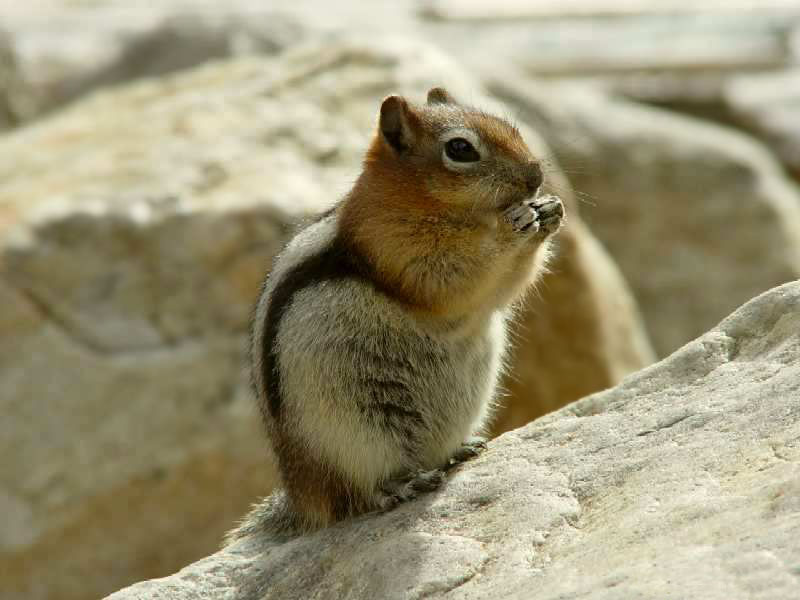
Écureuil terrestre doré.
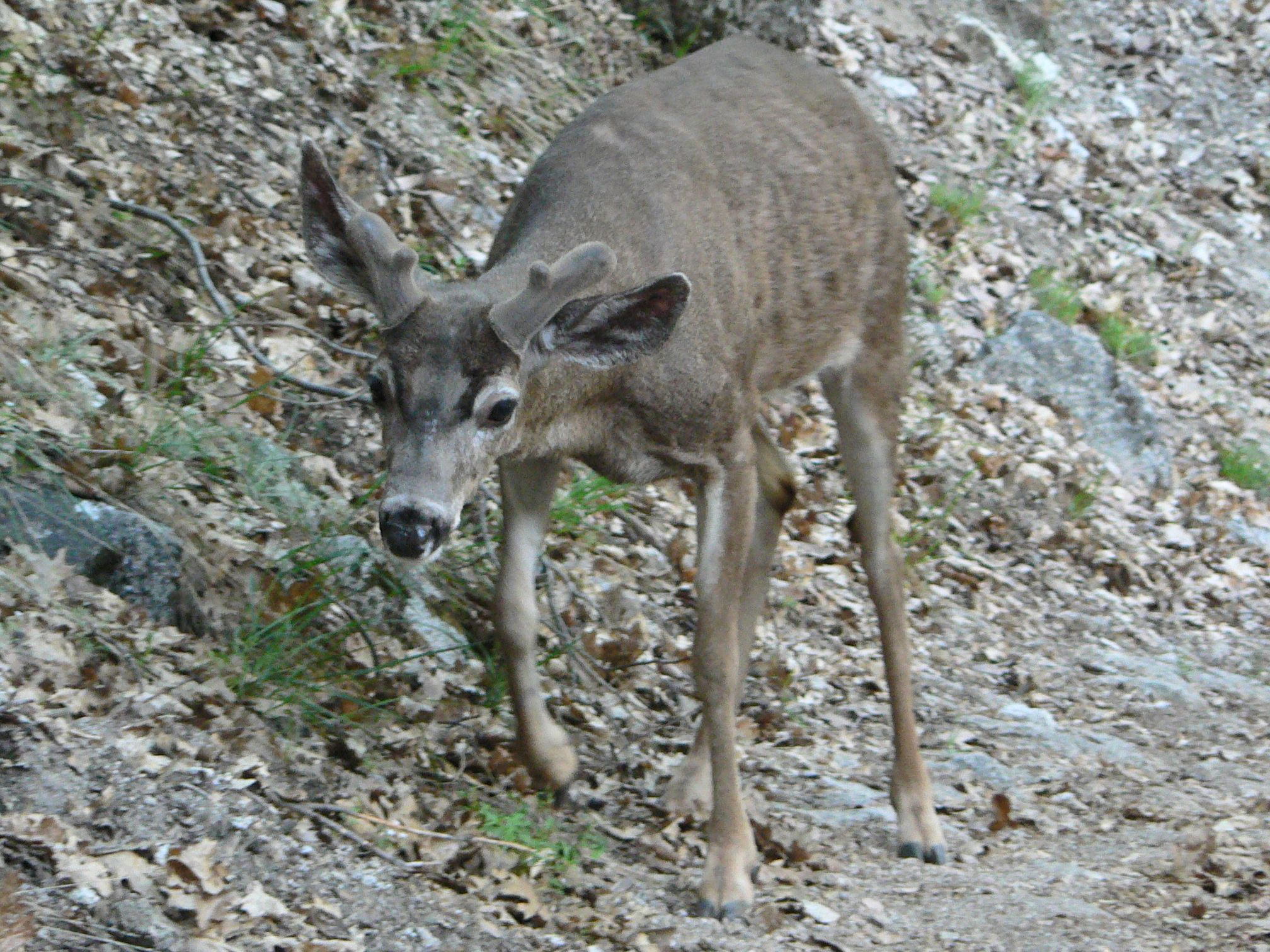
Cerf hémione.
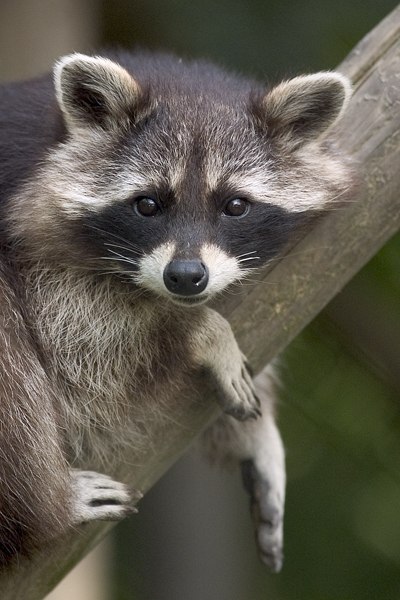
Raton laveur.

### Oiseaux
La faune avienne est également très riche : 135 espèces nichent dans le parc et 60 espèces peuvent être étudiées l'hiver : pic verts, chouettes, geai de Steller (oiseaux bleus très fréquents), martinets, fauvettes, martins pêcheurs, mésanges, sittelles, faucons pèlerins… Les ornithologues peuvent aussi observer le martinet de Vaux (Chaetura vauxi), le martinet à gorge blanche (Aeronautes saxatilis), plusieurs espèces de tyrannidés (Empidonax oberholseri et Empidonax hammondii), de mésange de Gambel (Poecile gambeli) dans leur habitat naturel.
Le pic glandivore, le pigeon à queue barrée, le grand-duc d'Amérique et le pic épeichette vivent dans les forêts de chênes. Le quiscale de Brewer, le carouge à épaulettes, la chouette lapone et le moineau préfèrent les prairies humides. Les martinets nichent dans les falaises granitiques. Le martin-pêcheur d'Amérique et le cincle d'Amérique et les canards pêchent dans les cours d'eau. Le grimpereau brun, la sittelle à poitrine rousse et la sittelle à poitrine blanche grimpent aux arbres. L’autour des palombes et le cassenoix d'Amérique vivent dans les secteurs les plus hauts.

Oiseaux du parc de Yosemite
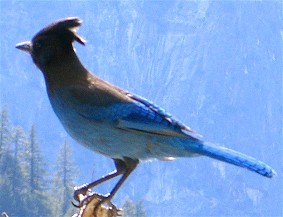
Geai de Steller.
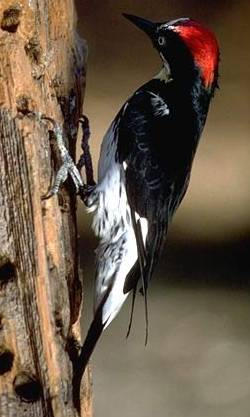
Pic glandivore.
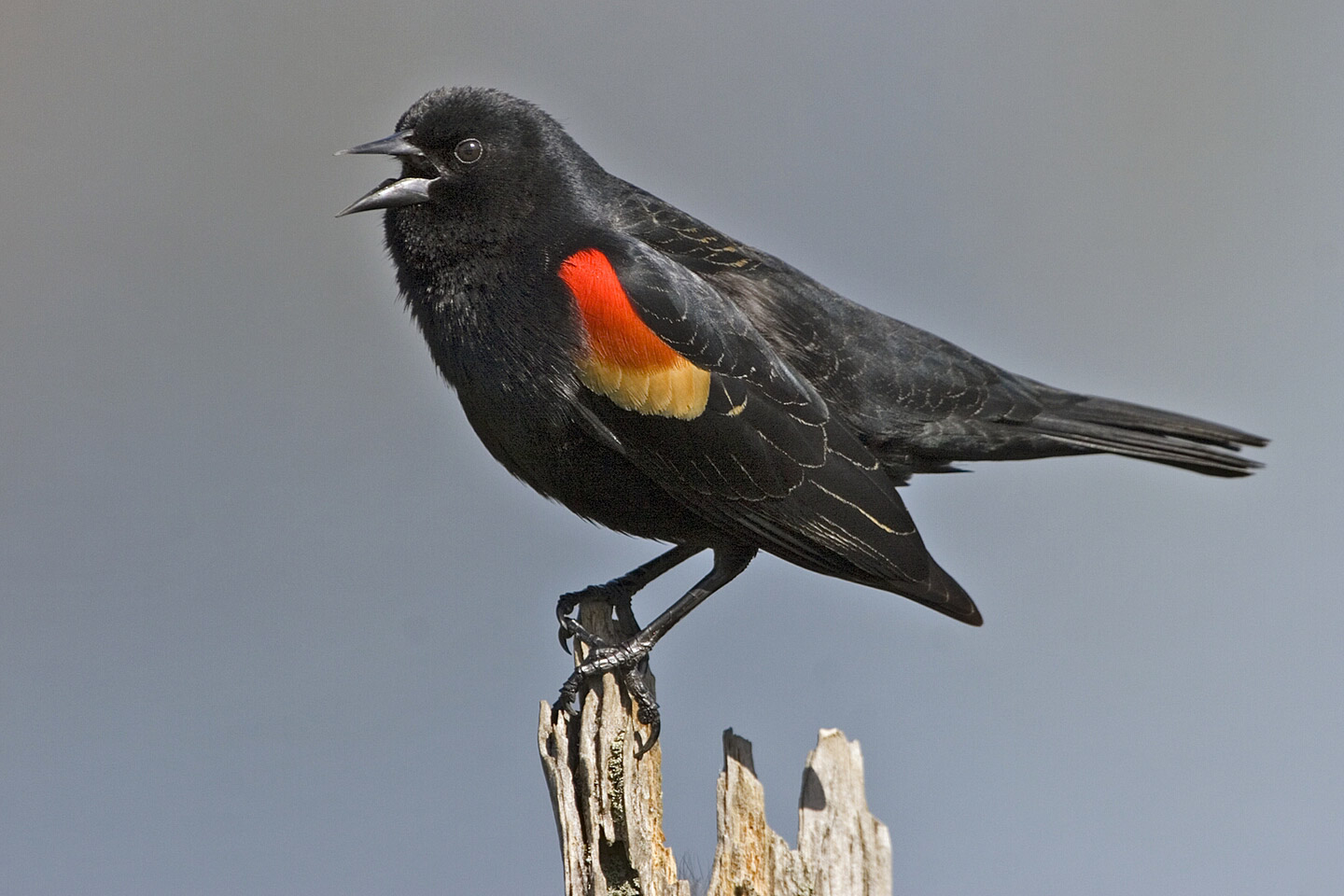
Carouge à épaulettes.
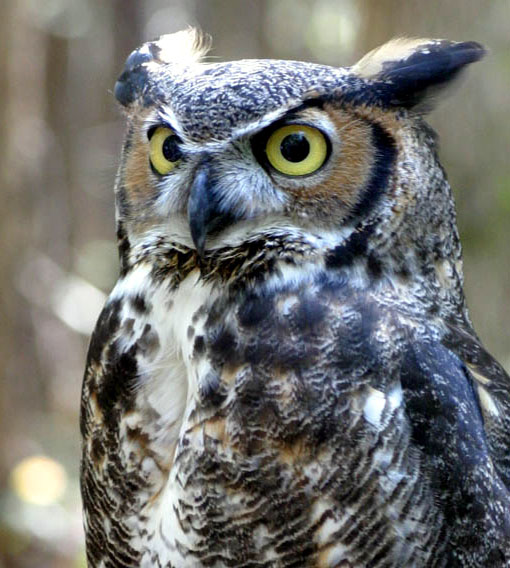
Grand-duc d'Amérique.

### Reptiles et amphibiens
On compte douze espèces d'amphibiens et vingt-deux espèces de reptiles à l’intérieur de Yosemite. Les milieux humides abritent le crapaud boréal ou le crapaud de Yosemite, qui est une espèce endémique. La rainette du Pacifique est l’espèce de grenouille la plus fréquente dans le parc ; elle est présente dans presque tous les types de milieux naturels et jusqu’à des altitudes relativement élevées. Son chant est audible au printemps dans les prairies et les mares. La grenouille taureau est la plus grosse espèce d’Amérique du Nord, elle vit notamment dans la Vallée de Yosemite. Les salamandres et les tritons passent la plus grande partie de l’année cachés sous la terre, sous un rocher ou sous un tronc pour échapper à la chaleur et à la sécheresse estivales. La tortue de l'ouest, une espèce rare, vit dans les mares et les cours d’eau. Les reptiles préfèrent un habitat sec et rocailleux. Huit espèces de lézards et treize espèces de serpents sont recensés dans Yosemite : le lézard des palissades, le lézard-alligator boréal, le lézard-alligator du sud et le thamnophis sont des spécimens répandus. Parmi toutes les espèces de serpents de la région, seul le crotale de l'ouest est venimeux ; il se nourrit de rongeurs.

### Poissons
Pendant les périodes de glaciation, la région ne pouvait abriter aucun poisson ; après la fonte des glaciers, les chutes d’eau empêchèrent les poissons de coloniser l'est de Yosemite. La plupart des espèces actuelles ont été introduites par l’Homme, sauf pour la truite arc-en-ciel, qui était présente dans les cours inférieurs de la Tuolumne et de la Merced avant l'arrivée des Européens. Aujourd'hui, les espèces les plus abondantes sont le saumon de fontaine et la truite fario. Cependant, un grand nombre de poissons introduits dans les lacs n’ont pas survécu à cause des conditions climatiques, du manque de nourriture et de l’absence de secteurs de frai. L’introduction d’espèces invasives a eu de lourdes conséquences sur les écosystèmes aquatiques du parc.

## Gestion et administration du parc

### Administration
Le parc national de Yosemite appartient à la région du Pacifique ouest, qui est sous la responsabilité d'un directeur régional. Il est dirigé par un « superintendant », Stanley T. Albright. Ce dernier contrôle les activités (information des visiteurs, programmes éducatifs, protection de l'environnement) et l'administration du parc (gestion du personnel, du budget, des services). Les rangers sont la plupart du temps sur le terrain : ils veillent à la sécurité des visiteurs, les informent et les guident dans le parc.

### Organisations et associations
Outre l'administration du National Park Service, il existe d'autres acteurs qui entrent dans la gestion de Yosemite.
La Yosemite Association se consacre depuis le début du XXe siècle au financement d'activités, de publication et de services. La Sousson Foundation, la Student Conservation Association, les Yosemite Concession Services, le San Francisco Conservation Corps ou encore le Sierra Club agissent de concert avec les autorités du parc afin de faire connaître et de protéger la région de Yosemite. Le Yosemite Fund est une association créée en 1988 et basée à San Francisco, dont l'objectif est de recueillir des fonds pour la préservation du parc. Depuis sa fondation, elle a contribué à divers projets pour un montant total de 13 millions de dollars.

### Prévention et rôle des incendies

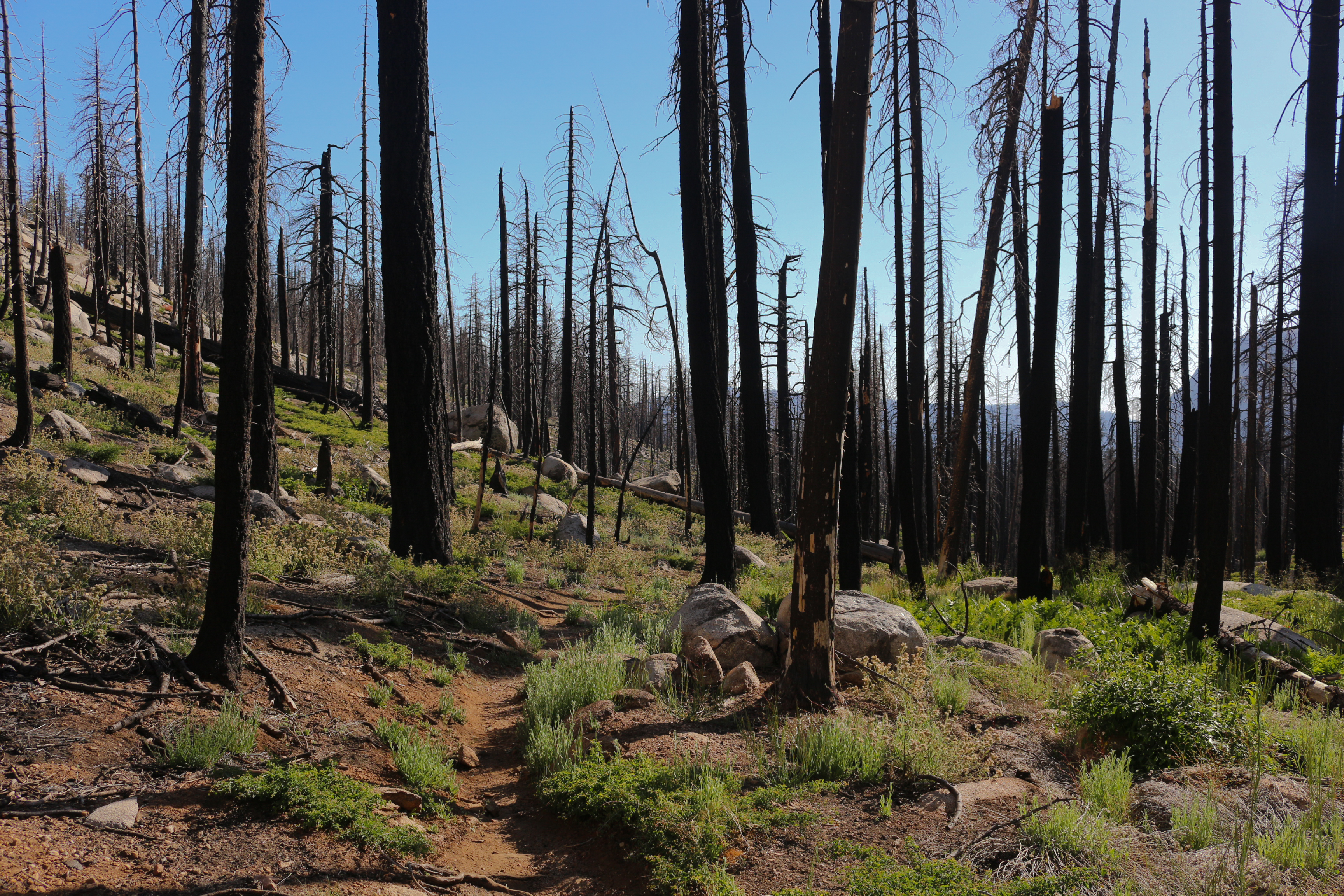
Un secteur incendié du parc.

Depuis 1970, des plans de prévention des incendies (fire management plans) sont régulièrement élaborés pour le parc. Ils sont le résultat de concertation entre les différents acteurs du parc et des agences locales ou fédérales.
Les feux de camp sont strictement réglementés à l'intérieur du parc : la saison des incendies commence généralement en mai. Elle coïncide avec la période estivale durant laquelle les effets conjugués de la sécheresse, d'une faible teneur en eau des sols et de la présence d'une importante population touristique favorisent l'éclosion d'incendies. Chaque année des départs de feu sont provoqués par la négligence des visiteurs et combattus par les pompiers de Yosemite et le personnel du California Department of Forestry.
Les incendies se déclenchent aussi à cause de la foudre. Les autorités du parc en laissent certains s'étendre, les spécialistes ayant montré les bienfaits du feu pour la régénération de l'écosystème. Pendant longtemps en effet, on a protégé du feu des secteurs entiers, si bien que les branches et les troncs morts accumulés constituent un combustible dangereux en cas d’incendie. Les séquoias, très nombreux dans le parc, sont protégés du feu grâce à leur écorce.
L'administration peut décider d'allumer des feux contrôlés dans des secteurs strictement définis. Ces incendies maîtrisés ne doivent pas menacer le patrimoine historique, la sécurité des visiteurs et des habitants du parc ; ils sont organisés lorsque toutes les conditions sont réunies : absence de vent, mobilisation importante des pompiers, alerte au public, etc. Sur les terres appartenant à l'état fédéral (federal lands) ces feux doivent respecter le National Environmental Policy Act. Dès l'époque précolombienne, les Indiens Miwoks pratiquaient déjà l'écobuage dans le but de régénérer la flore et de favoriser le chêne noir, qui a besoin de beaucoup de lumière.

## Sites intéressants

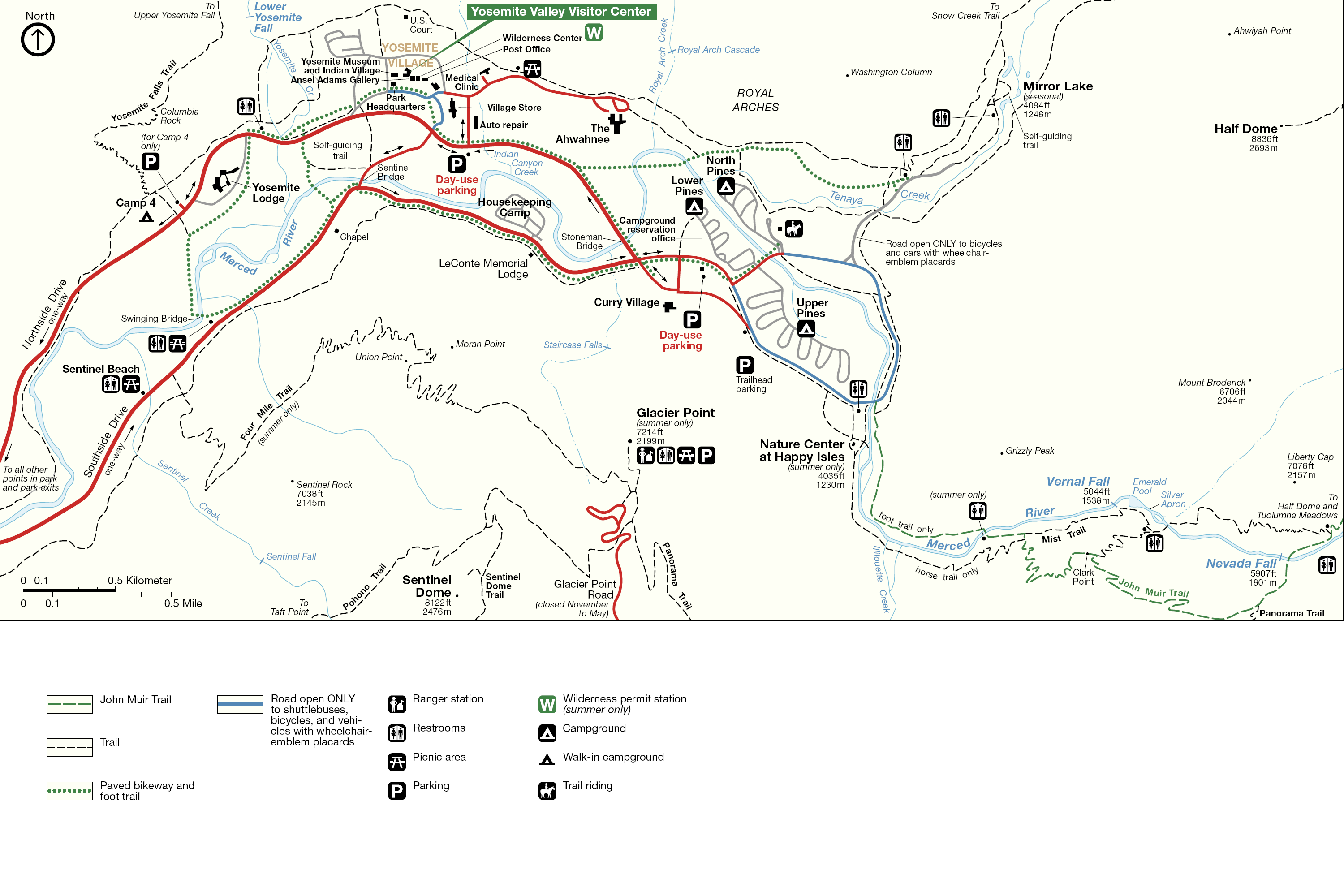
Sites de la Vallée de Yosemite.

### Chutes d'eau
Le parc abrite plusieurs dizaines de chutes d'eau. C'est à la fin du printemps qu'elles sont les plus spectaculaires, lorsqu'elles sont alimentées par la fonte des neiges et des glaciers. Une dizaine de ces chutes dépassent les 200 m de hauteur. Les chutes de Yosemite sont à la sixième place du classement des plus hautes chutes d'eau d'Amérique du Nord, et à la vingtième place au niveau mondial[réf. nécessaire]. D'un total de 740 m, elles se décomposent en trois paliers : Upper Yosemite Fall, Middle Cascade, Lower Yosemite Fall. Un sentier permet d'accéder à leur base, un autre de monter jusqu'au point de chute. D'autres cascades sont visibles depuis la vallée de Yosemite : la chute du Voile de la Mariée mesure 189 m.

### Dômes granitiques

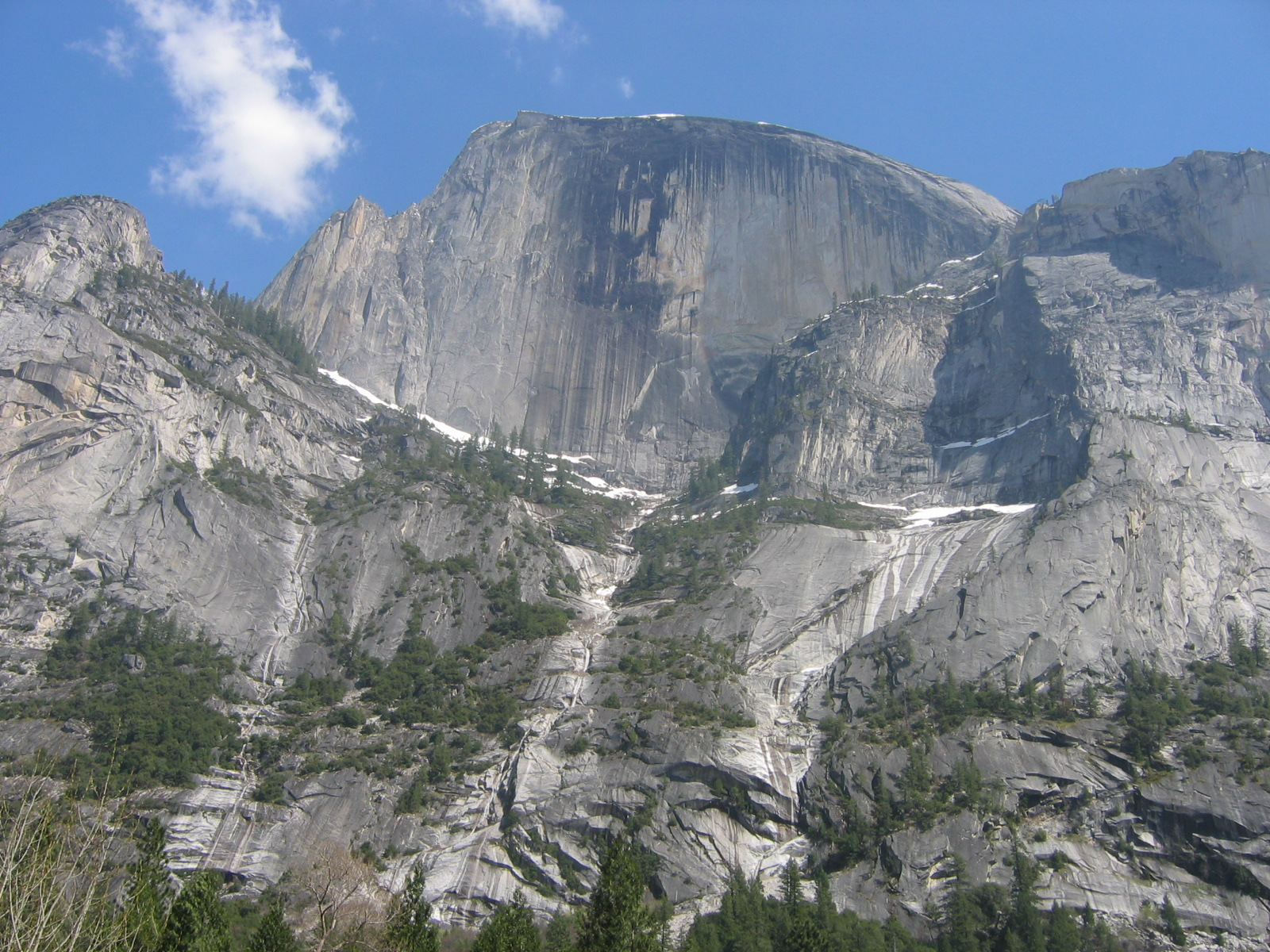
Half Dome.

L'emblème du parc est le Half Dome (« demi dôme »), un bloc granitique dont la calotte sphérique est tranchée. La surface se trouve à 2 700 m d'altitude ; elle est accessible en été par un chemin vertigineux. Les alpinistes préfèrent grimper la paroi abrupte de 670 m de haut et qui ne s'écarte jamais de plus de 7° de la verticale. En haut, la vue imprenable sur toute la vallée est magnifique. El Capitan offre une paroi de 900 m de haut, ce qui en fait la plus haute falaise entière du monde. Quasiment toute l'année, des grimpeurs du monde entier escaladent ce rocher granitique. Il existe plus de 70 voies possibles pour en rejoindre le sommet. Cathedral Peak est un pic granitique déchiqueté qui culmine à 3 222 m.

### Lacs, cours d'eau et prairies humides
Glacier Point est le plus beau point de vue de la région : perché sur une falaise, il domine de la vallée de Yosemite de plus de 900 mètres de haut. La route qui accède à Glacier Point est fermée de novembre à mai, en raison des conditions climatiques. Mais il est possible de rejoindre le site en ski de fond.
Mariposa Grove, au sud du parc est un bosquet de 200 séquoias géants. Le plus ancien de ces arbres est le séquoia Grizzly, âgé de 2 700 ans,. Son tronc penche à 17° et on attend sa chute prochaine.

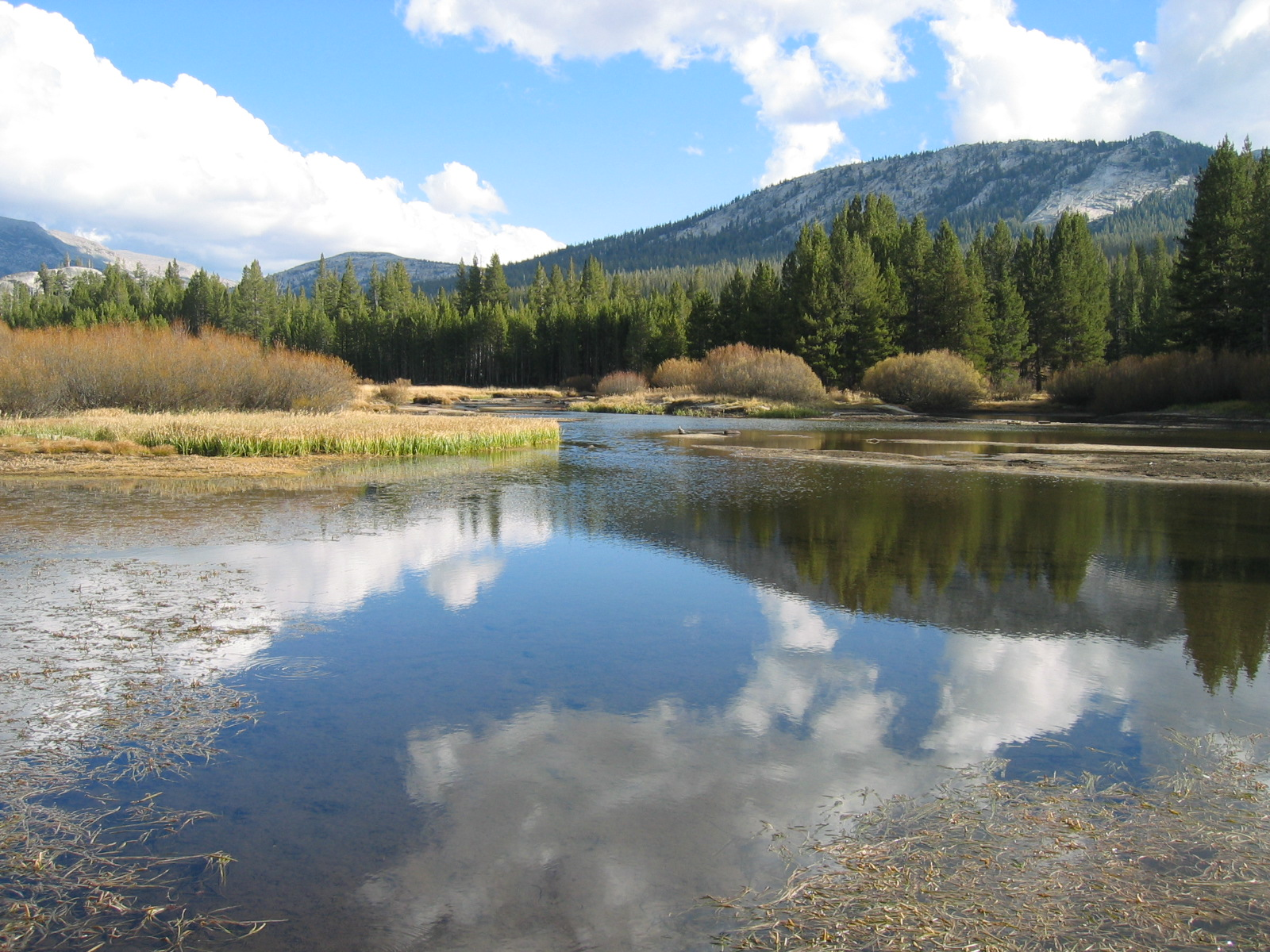
Tuolumne Meadows.

Enfin, Tioga Road et Tuolumne Meadows (2 600 mètres d'altitude) sont situés à l'écart des sites les plus fréquentés, au nord de la vallée de Yosemite. On y accède par la Big Oak Flat Road. La Tioga Road, ouverte en été et au début de l'automne, grimpe dans un décor alpin où se succèdent des prairies (meadows en anglais), des forêts (séquoias, pins de Murray), des pics enneigés et des lacs de montagne. Elle est fermée de novembre à mai, et il n'est pas rare de trouver encore de la neige sur ses bords en juillet. Il est vivement conseillé de remplir le réservoir d'essence de sa voiture, car il n'y a pas de stations sur plusieurs dizaines de kilomètres.
Il y a plusieurs millions d'années, Tuolumne Meadows se trouvait sous une grande épaisseur de glace. Aujourd'hui, les formes glaciaires du relief marquent toujours le paysage. Mais la flore est diverse et les fleurs tapissent le sol au printemps et en été (Dodecatheon, Mimulus, Populage des marais, etc.). Des chemins de randonnée, plus ou moins difficiles, partent de la route et du centre d'information. On peut ainsi rejoindre des campings situés à 12/16 kilomètres. La route grimpe jusqu'à une altitude de 3 000 m à Tioga Pass, à l'est du parc. À cet endroit, un chemin monte à 3 200 m d'altitude puis redescend au lac Middle Gaylor avant d'arriver aux ruines d'une baraque en pierre, qui constituent les restes d'une mine d'argent exploitée au XIXe siècle.

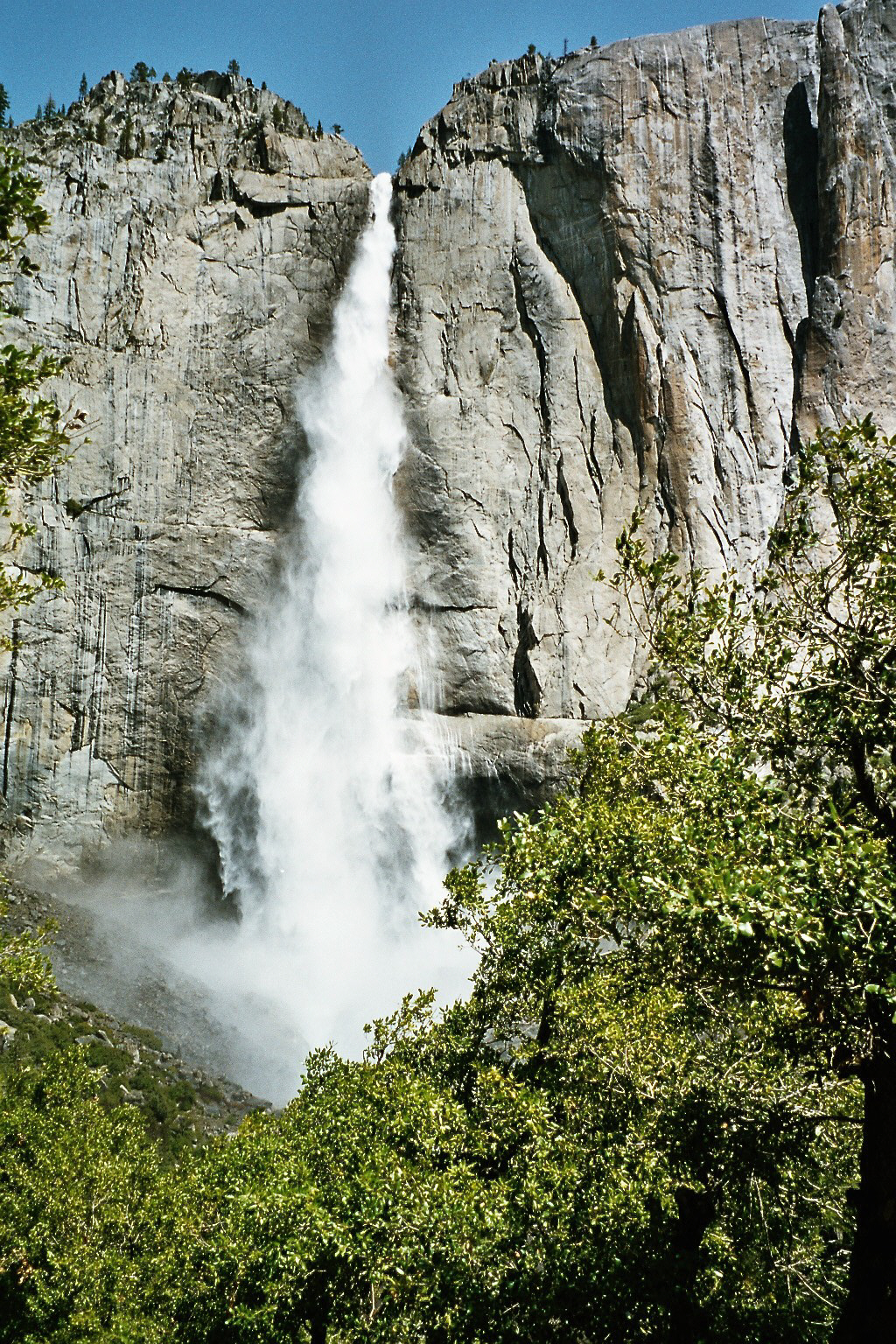
Les chutes de Yosemite.
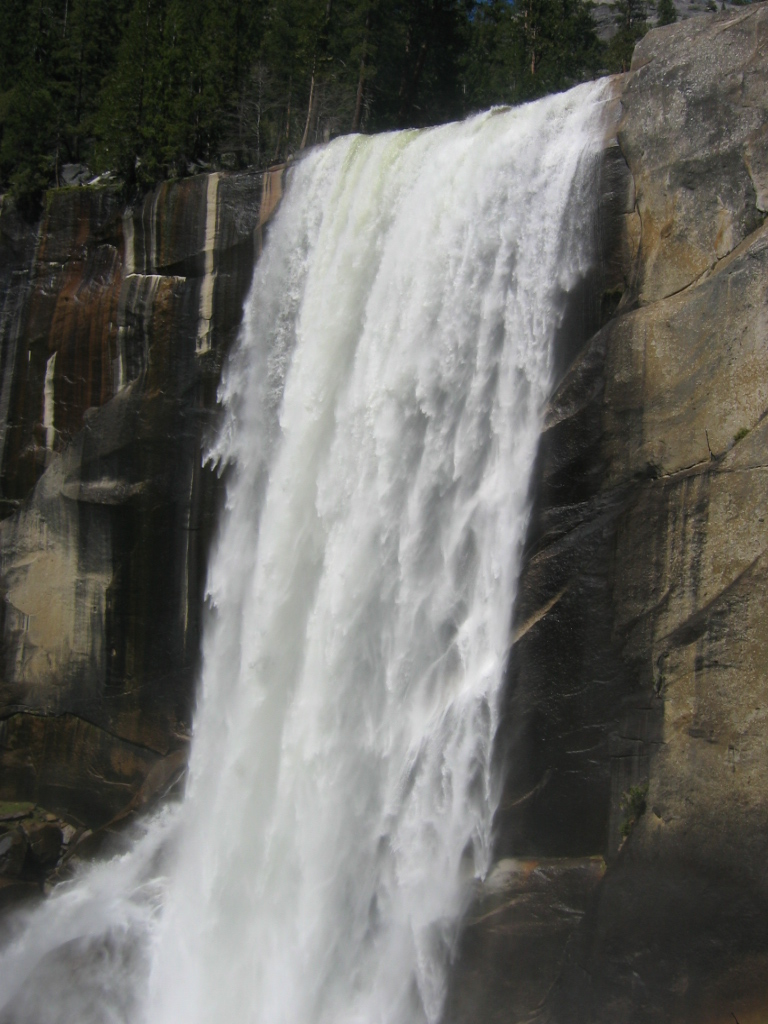
La chute Vernal (Vernal Fall).
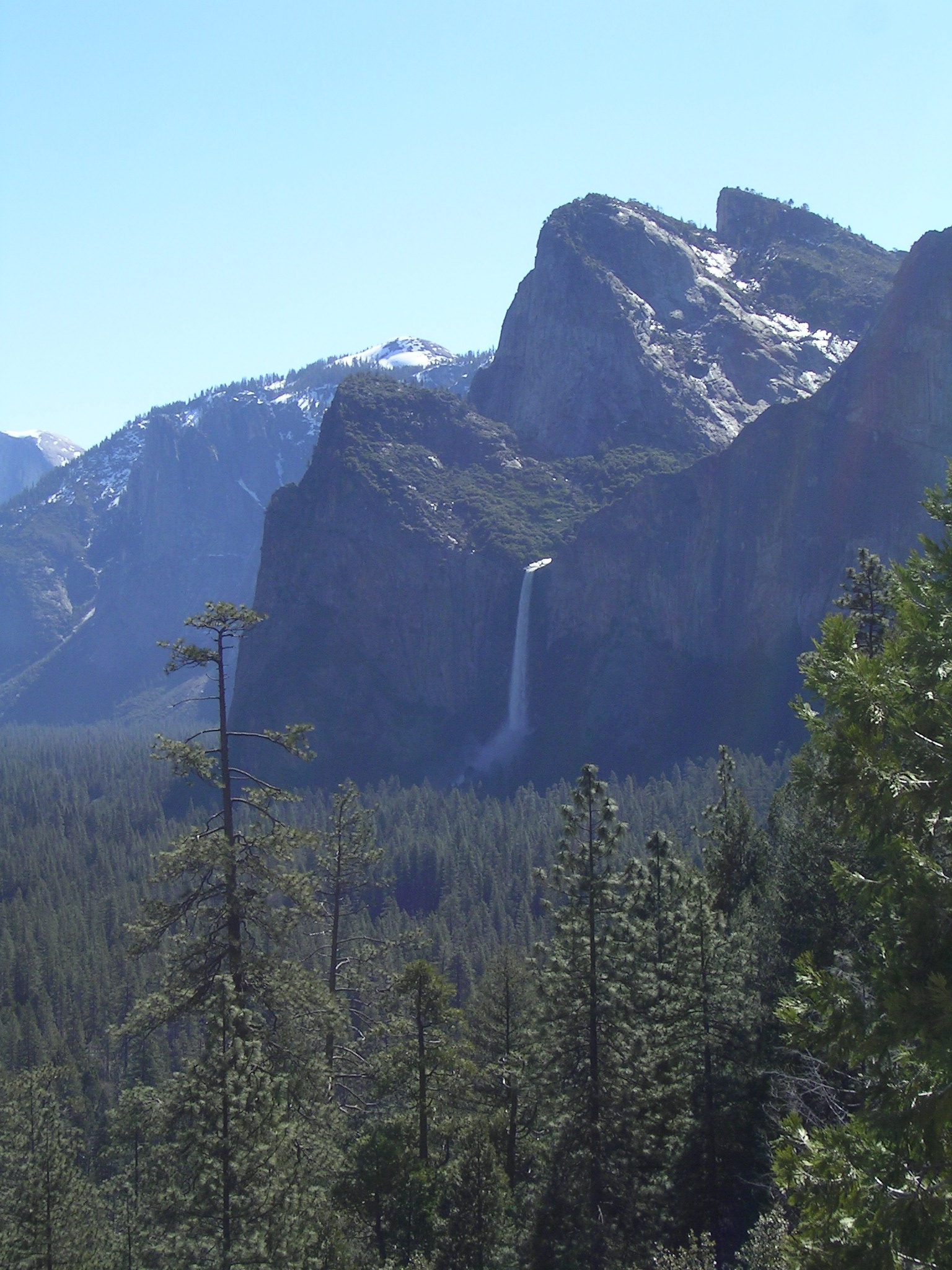
La chute du Voile de la Mariée.
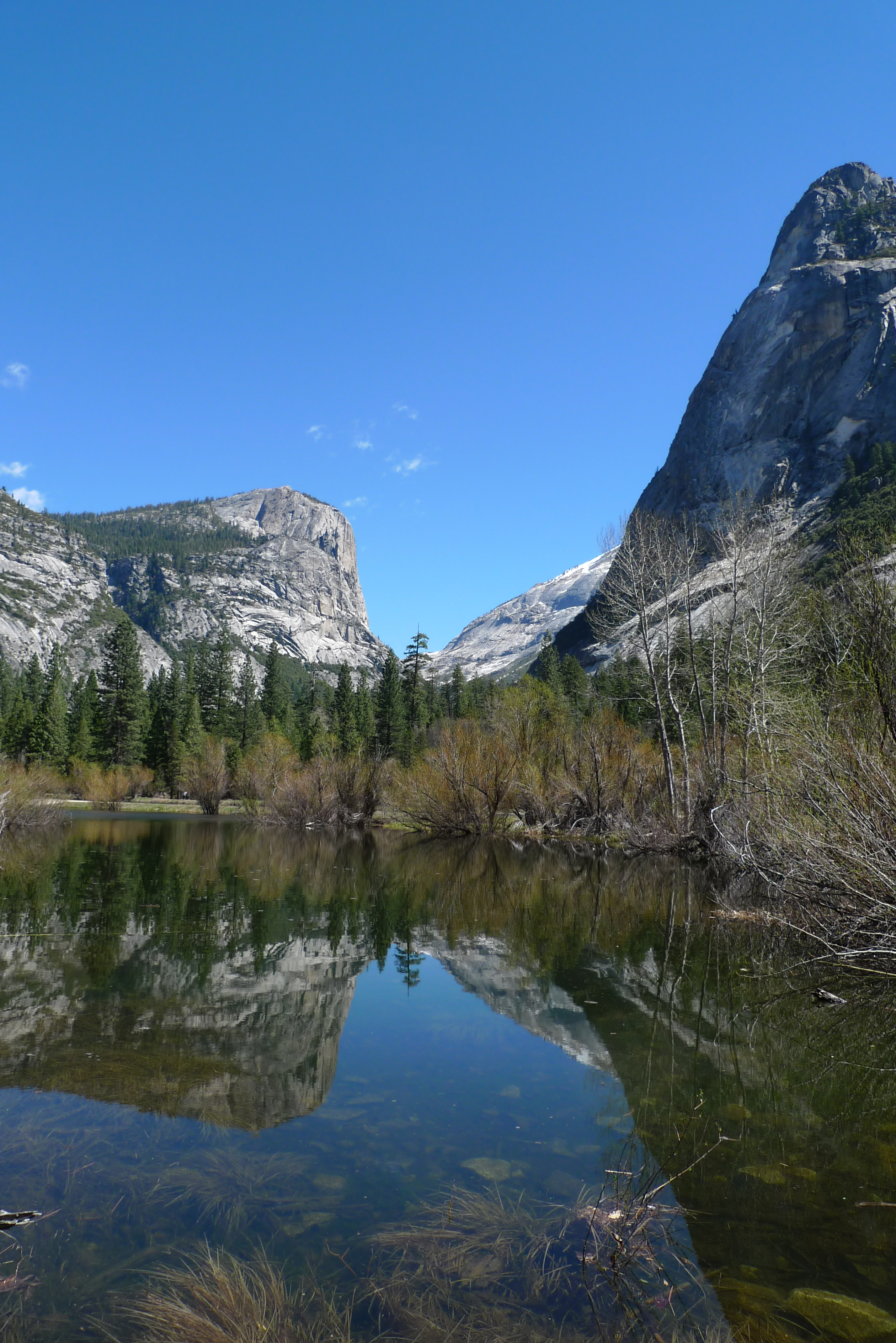
Le lac Mirror.

## Arts et culture

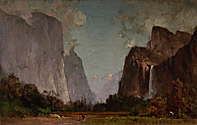
Thomas Hill, Yosemite Valley, vers 1870, Sullivan Goss-An American Gallery.

Les représentations artistiques de Yosemite s’inscrivent dans la volonté de sacraliser et glorifier la nature sauvage. De nombreux peintres américains ont pris la vallée, les dômes et les chutes d'eau pour sujet : Albert Bierstadt, Thomas Hill, Thomas Moran, Kenneth Callahan, etc. Yosemite est devenu célèbre dès le XIXe siècle grâce aux photographies de George Fiske, Ansel Adams et Carleton Watkins. La diffusion des paysages de cette partie de la Sierra Nevada doit également beaucoup aux lithographies.
Au XXe siècle, l'un des hymnes du compositeur allemand Karlheinz Stockhausen s'inspire des chutes d'eau de la vallée de Yosemite. Le roman de Jack Kerouac, Les Clochards célestes (The Dharma Bums), publié en 1958 relate l'ascension du pic Matterhorn par Henry Morley. Enfin, le cinéma a utilisé ses paysages dans The Caine Mutiny (1954) ou encore Maverick.
Aujourd'hui, Yosemite demeure le symbole d'une nature préservée et exceptionnelle : en 2006, le gouverneur sortant de la Californie, Arnold Schwarzenegger, faisait campagne dans un bus vert décoré d'une photographie du parc de Yosemite.
Le jeu vidéo d'Activision Enemy Territory: Quake Wars (2007) contient une carte inspirée de Yosemite et nommée Valley (Campagne Nord-Américaine). Son cadre reprend l'environnement du parc sans le reproduire exactement pour autant. Electronic Arts a choisi ce parc comme point de passage dans l'étape 2 « Parcs nationaux » de son jeu de course Need for Speed: The Run.
En 2013, Kanye West utilise des images du parc dans son clip Bound 2.
En 2014, Apple choisit de nommer OS X Yosemite la onzième version de son système d'exploitation pour Macintosh.
En 2016, ce lieu inspire le jeu vidéo Firewatch développé par Campo Santo. S'il se déroule dans le Wyoming et non pas en Californie, les environnements du jeu sont néanmoins grandement inspirés par le parc national de Yosemite, l'équipe de développement du jeu y ayant d'ailleurs fait un voyage spécialement pour l'occasion.
En 2018, Travis Scott appelle "Yosemite" la 12e chanson de son album Astroworld et propose un clip pour la chanson en question, des images du parc y figurent.
En 2019, l'éditeur de jeu vidéo Sekai Project sort un visual novel, National Park Girls, où l'esprit du parc national de Yosemite est un personnage principal.
En 2022, l’éditeur Guerrilla Games sort le jeu vidéo Horizon Forbidden West dans lequel se trouve une représentation du parc avec des éléments notables tels que le Half Dome ou encore El Capitan.

## Renseignements pratiques

### Accès et transports

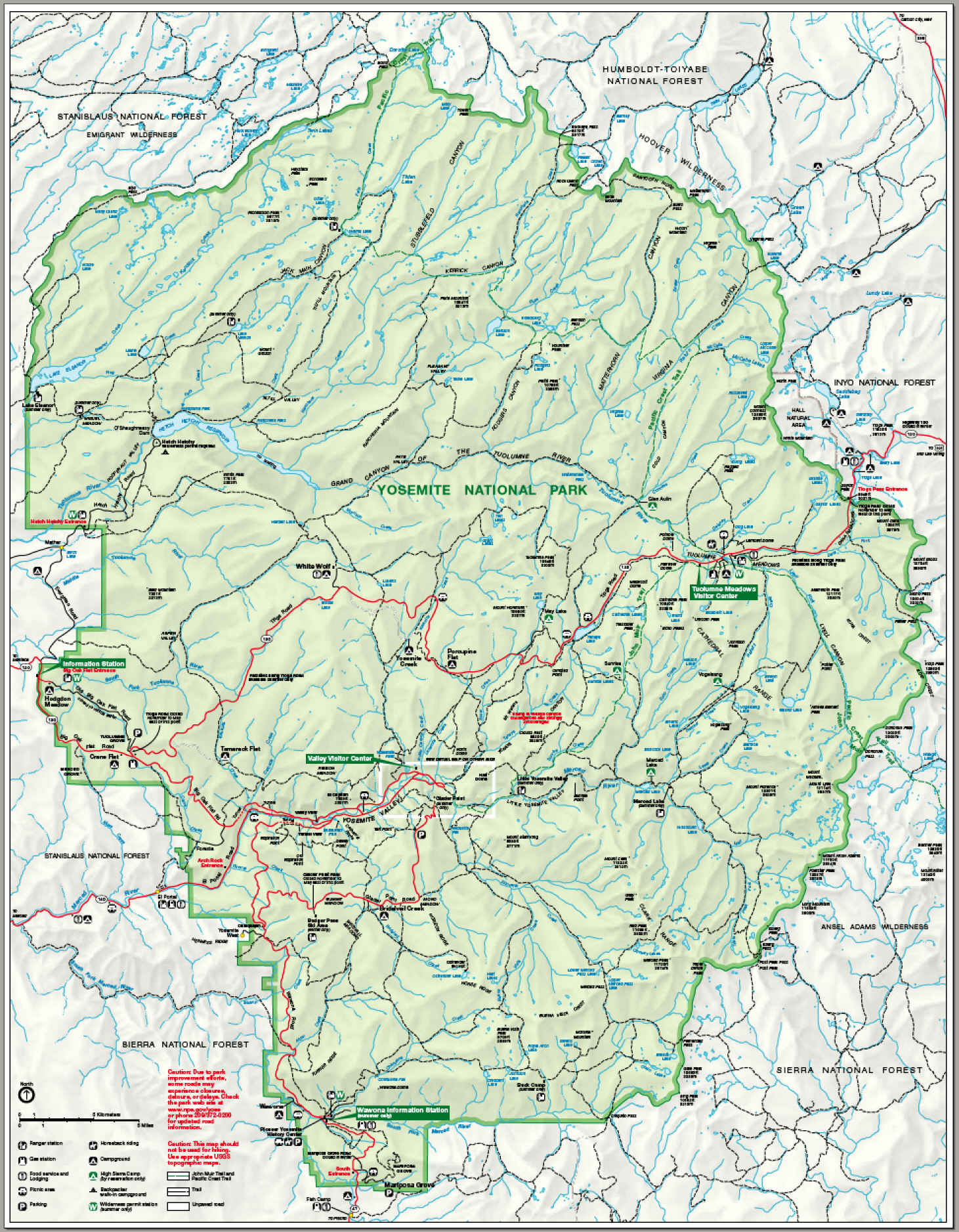
Carte du parc.

Les deux aéroports les plus proches du parc de Yosemite sont ceux de Fresno (à 120 km au sud) et de Merced (à 112 km au sud-ouest). Depuis San Francisco, il est possible de planifier une journée en car. Enfin, une gare ferroviaire se trouve dans la ville de Merced.
Il existe quatre entrées principales qui permettent d'accéder au parc par la route, mais l'entrée située à l'est (Tioga Pass Entrance) n'est ouverte que de la fin mai à la mi-novembre en raison de la neige. Depuis Merced, il faut emprunter la California Highway 140 jusqu'à Arch Rock Entrance. Depuis l'ouest, la California State Route 120 (en) arrive jusqu'à Oak Flat Entrance. En venant du sud par Fresno, la California Highway 41 mène à l'entrée sud.
À l'intérieur du parc, il est possible d'utiliser les navettes de bus (vallée de Yosemite toute l'année ; Wawona et Tuolumne Meadows l'été), de faire des balades à cheval et de louer des vélos. L'accès du parc est interdit aux camions.
En hiver (de septembre à mai), il est obligatoire d'avoir des chaînes à neige.

### Tourisme

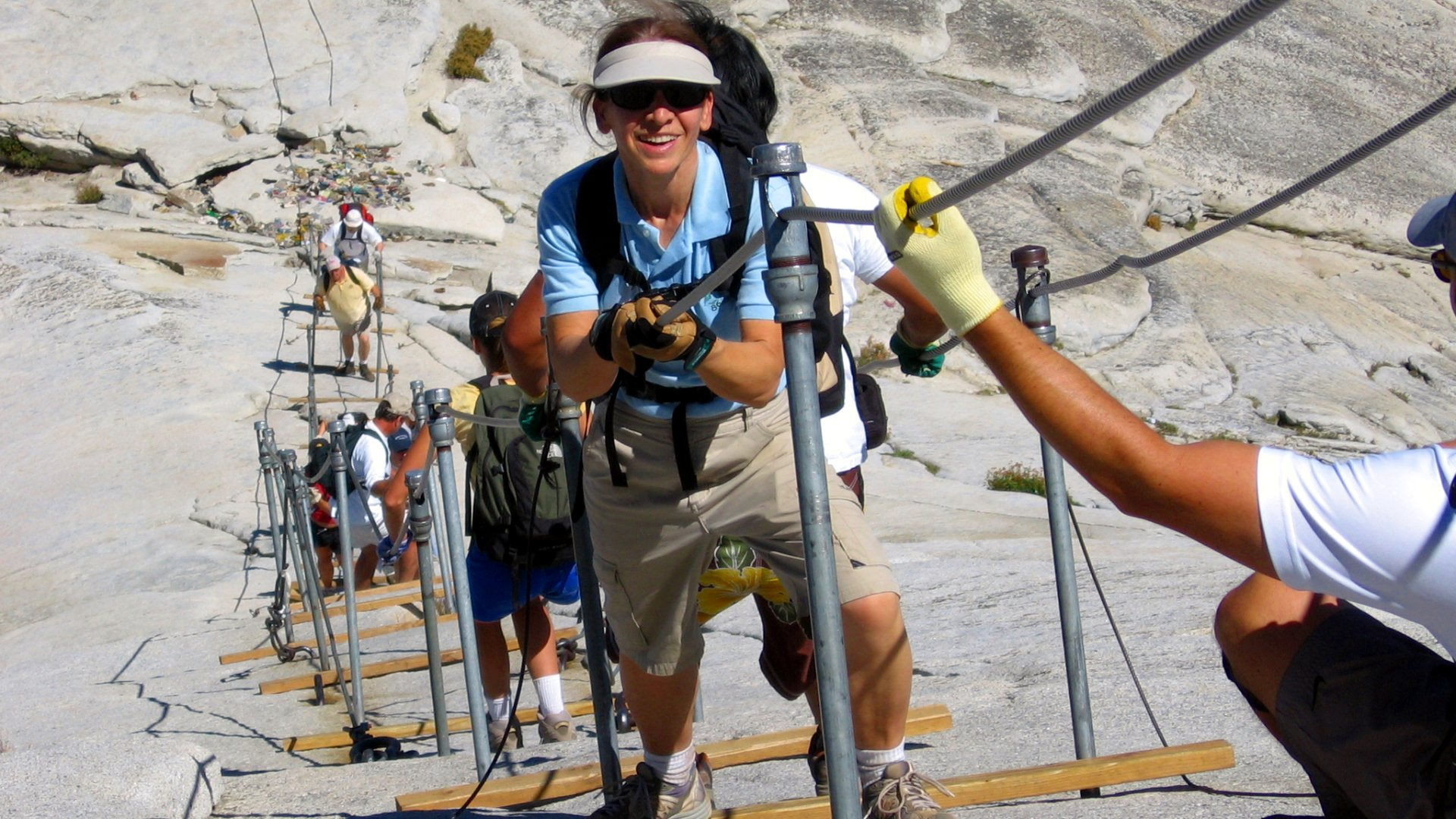
Ascension du Half Dome.

L'entrée dans le parc est payante (trente-cinq dollars) par véhicule pour sept jours). Dix-huit campings permettent de dormir au sein du parc et à certaines périodes, surtout pour la période estivale, sur réservation. Deux des campings les plus populaires sont Housekeeping (en) et le Crane Flat Camground à Crane Flat. Dans la vallée de Yosemite, le village propose de nombreux services (poste, supermarché, vente de nourriture, de cartes, de livres, douches, distributeur de billets…). Un centre d'informations expose l'histoire géologique du parc et propose la visite gratuite d'un musée amérindien. On y trouve aussi plusieurs hôtels : le Majestic Yosemite Hotel, le Curry Village et le Yosemite Valley Lodge.
Le parc offre une grande variété d'activités de plein air : quelque 1 280 km de sentiers de randonnées permettent de découvrir les sites proches de la vallée de Yosemite. Pour les trekkings de plus d'une journée, il est obligatoire de prévenir les rangers des dates et du parcours. Tous les sports de montagne sont praticables (ski de fond en hiver, escalade sportive, alpinisme, rafting, canyoning, pêche, baignade l'été, vélo…). Cathedral Lakes et Bridalveil Fall Trail sont considérés comme deux des meilleurs sentiers de randonnée du parc.